# Liste der Biografien/Mark
Liste der Biografien |
Portal Biografien |
Personensuche
# |
A |
B |
C |
D |
E |
F |
G |
H |
I |
J |
K |
L |
M |
N |
O |
P |
Q |
R |
S |
T |
U |
V |
W |
X |
Y |
Z |
?
 
Ma |
Mb |
Mc |
Md |
Me |
Mf |
Mg |
Mh |
Mi |
Mj |
Mk |
Ml |
Mm |
Mn |
Mo |
Mp |
Mq |
Mr |
Ms |
Mt |
Mu |
Mv |
Mw |
Mx |
My |
Mz
 
Maa |
Mab |
Mac |
Mad |
Mae |
Maf |
Mag |
Mah |
Mai |
Maj |
Mak |
Mal |
Mam |
Man |
Mao |
Map |
Maq |
Mar |
Mas |
Mat |
Mau |
Mav |
Maw |
Max |
May |
Maz
 
Mara |
Marb |
Marc |
Mard |
Mare |
Marf |
Marg |
Marh |
Mari |
Marj |
Mark |
Marl |
Marm |
Marn |
Maro |
Marp |
Marq |
Marr |
Mars |
Mart |
Maru |
Marv |
Marw |
Marx |
Mary |
Marz
Die Liste der Biografien führt alle Personen auf, die in der deutschsprachigen Wikipedia einen Artikel haben. Dieses ist eine Teilliste mit 671 Einträgen von Personen, deren Namen mit den Buchstaben „Mark“ beginnt.

## Mark
- Mark, schottischer Geistlicher
- Mark Aurel (121–180), römischer KaiserMark Aurel (121–180)

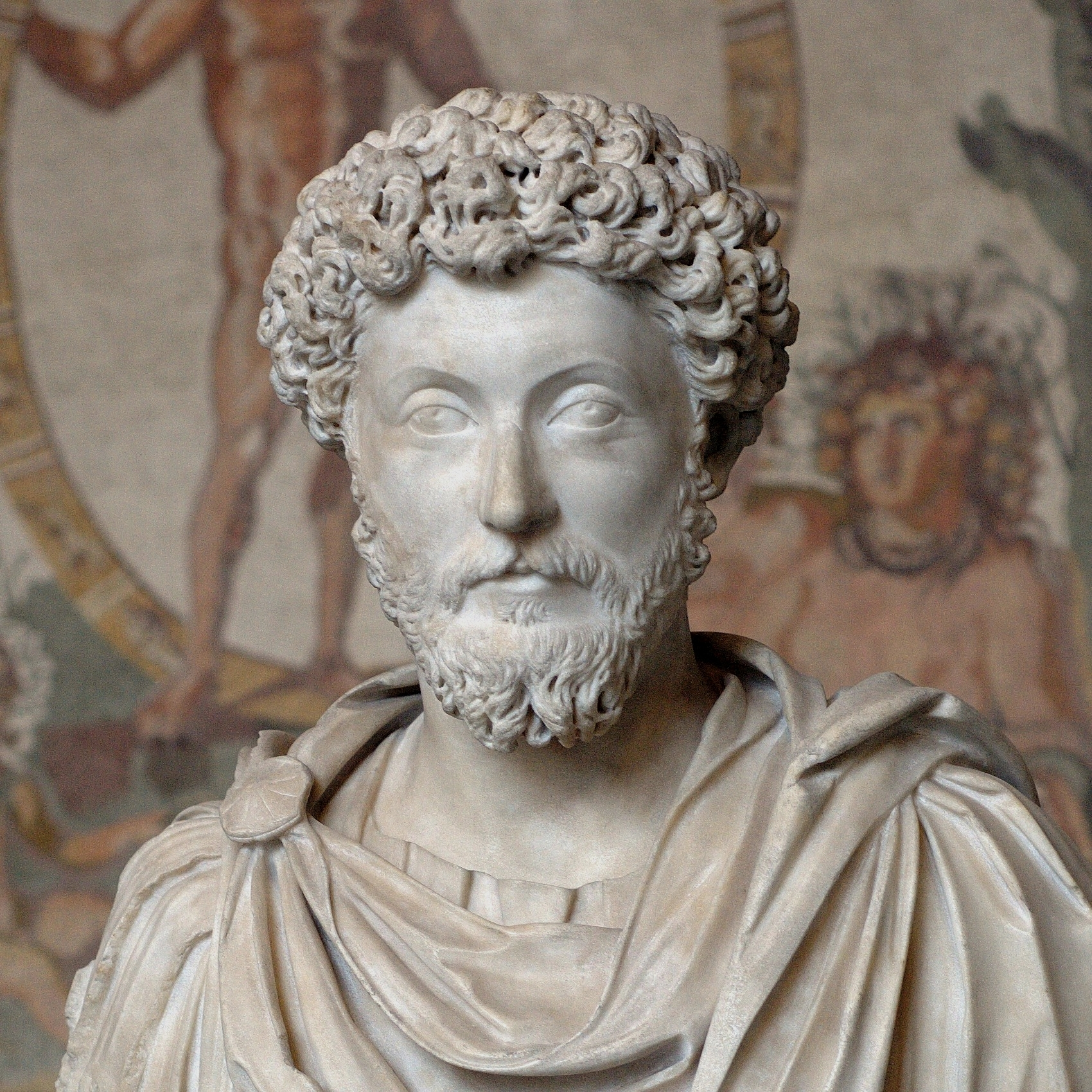
Mark Aurel (121–180)

- Mark ’Oh (* 1970), deutscher Musikproduzent und DJ
- Mark, Abraham Jakob (1884–1941), Oberrabbiner der jüdischen Gemeinde der Bukowina (1926–1941)
- Mark, Aksel (1913–2014), estnischer Agrarwissenschaftler und Journalist; Minister in der estnischen Exilregierung
- Mark, Bernard (1908–1966), polnischer kommunistischer Historiker des Holocaust
- Mark, Bertil (* 1976), deutscher Licht- und Bühnendesigner, Schlagzeuger, Percussionist und Musikproduzent
- Mark, Bob (1937–2006), australischer Tennisspieler
- Mark, Chris (* 1985), kanadischer Schauspieler, Stuntman, Stunt Coordinator und Kampfkünstler
- Mark, Christian (* 1962), österreichischer Skeletonpilot und Bobfahrer
- Mark, Connie (1923–2007), britische Aktivistin jamaikanischer Herkunft
- Mark, David (* 1948), nigerianischer Politiker
- Mark, Edward L. (1847–1946), US-amerikanischer Zoologe und Anatom
- Märk, Elisabeth (* 1964), österreichische Lehrerin und Politikerin (SPÖ, JETZT), Abgeordnete zum Nationalrat
- Mark, Erhard von der (1472–1538), Kardinal, Fürstbischof von Lüttich und Erzbischof von Valencia
- Mark, Flip (* 1948), US-amerikanischer Schauspieler und Fernsehschauspieler
- Mark, Georg, österreichischer Dirigent und Hochschullehrer
- Mark, Georg Joachim (1726–1774), deutscher lutherischer Theologe und Bibliothekar
- Márk, Gergely (1923–2012), ungarischer Rosenzüchter
- Mark, Gord (* 1964), kanadischer Eishockeyspieler
- Mark, Haiganouche (1883–1966), armenische Schriftstellerin
- Mark, Hans (1929–2021), US-amerikanischer Physiker und Ingenieur
- Mark, Heinrich (1911–2004), estnischer Jurist und Ministerpräsident der Exilregierung
- Mark, Heinrich von der (1784–1865), bayerischer Generalleutnant und Kriegsminister
- Mark, Helmut (* 1958), österreichischer Künstler
- Mark, Henry (1917–1961), US-amerikanischer Künstler
- Mark, Hermann F. (1895–1992), österreichischer Chemiker (Polymerchemie)
- Mark, J. Carson (1913–1997), US-amerikanischer Mathematiker und Physiker kanadischer Abstammung
- Mark, James, kanadischer Filmregisseur, Filmproduzent, Drehbuchautor, Schauspieler, Stuntman und Stunt Coordinator
- Mark, Jan (1943–2006), britische Jugend- und Science-Fiction-Autorin
- Mark, Jon (1943–2021), britischer Musiker (Songwriter, Sänger, Gitarrist und Keyboarder)
- Mark, Josef (1850–1916), österreichischer Theaterschauspieler und Opernsänger (Bass)
- Mark, Josephine (* 1981), deutsche Comic-Künstlerin, Grafikerin und Illustratorin
- Mark, Julia (* 1796), Urbild mehrerer Frauengestalten in Werken E. T. A. Hoffmanns
- Mark, Julius (1890–1959), estnischer Sprachwissenschaftler
- Mark, Karl (1900–1991), österreichischer Politiker (SPÖ), Abgeordneter zum Nationalrat
- Mark, Karl (* 1951), österreichischer Beamter
- Mark, Kerstin (* 1985), deutsche Radiomoderatorin, Redakteurin, Reporterin und Sprecherin
- Mark, Laurence, US-amerikanischer Filmproduzent
- Mark, Lothar (* 1945), deutscher Politiker (SPD), MdB
- Mark, Louisa (1960–2009), britische Sängerin
- Mark, Manuel (* 1985), österreichischer Taekwondoin
- Mark, Marianne von der (1780–1814), illegitime Tochter von Friedrich Wilhelm II.
- Mark, Martin (* 1961), deutscher römisch-katholischer Priester und Theologe (Alttestamentler)
- Mark, Mary Ellen (1940–2015), US-amerikanische Fotografin
- Mark, Michael van der (* 1992), niederländischer Motorradrennfahrer
- Mark, Oliver (* 1963), deutscher FotografOliver Mark (* 1963)

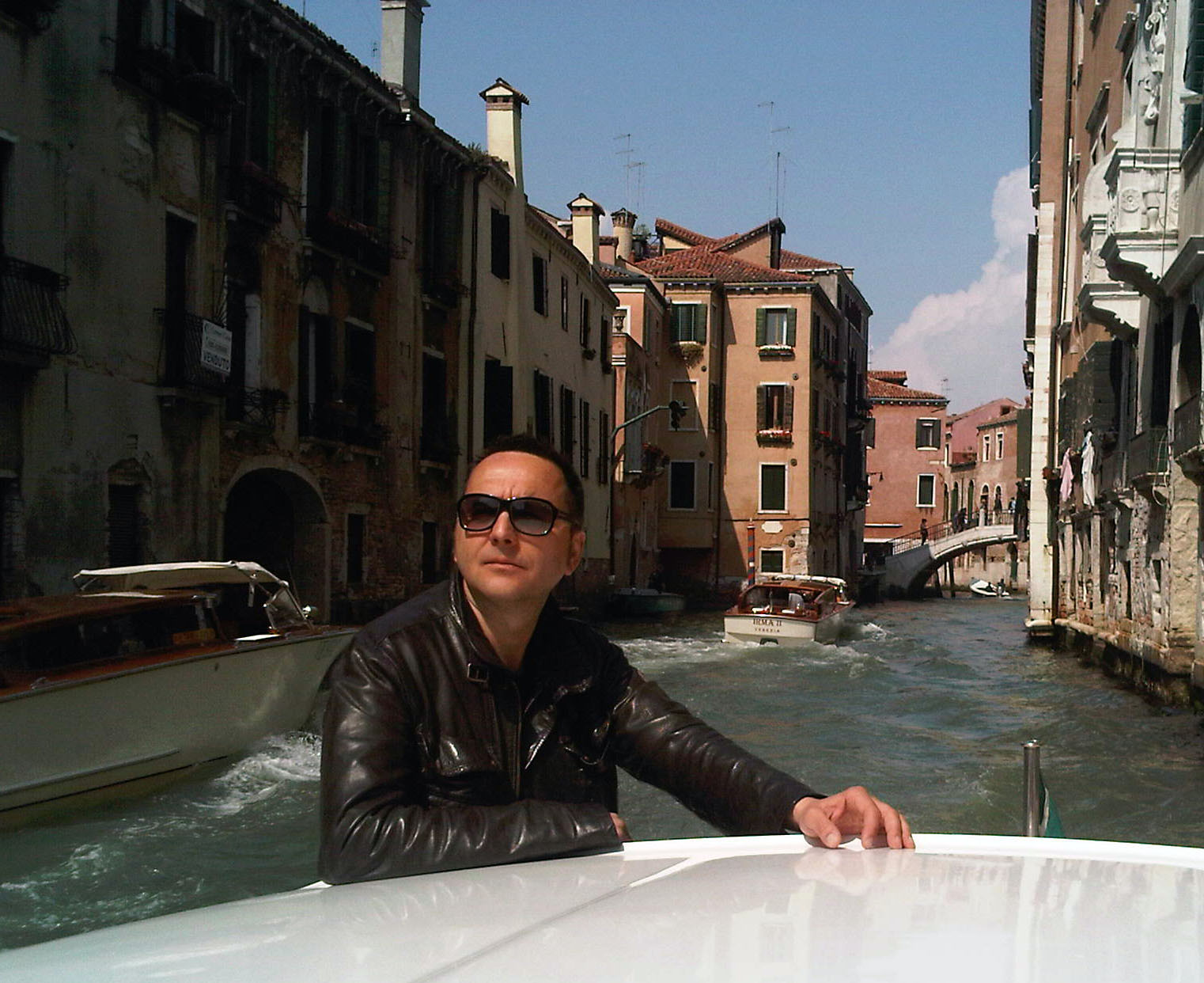
Oliver Mark (* 1963)

- Mark, Philip, Beamter im Dienst der englischen Könige
- Mark, Poul (1889–1957), dänischer Turner
- Mark, Quirin (1753–1811), österreichischer Kupferstecher, Maler und Zeichner
- Mark, Robert (1898–1981), österreichisch-deutscher Internist
- Mark, Robin (* 1989), Schweizer Musiker und Komponist
- Mark, Ron (* 1954), neuseeländischer Politiker der New Zealand First
- Mark, Rudolf A. (* 1951), deutscher Historiker und Hochschullehrer
- Mark, Russell (* 1964), australischer Sportschütze
- Märk, Tilmann (* 1944), österreichischer Physiker und Rektor der Universität Innsbruck
- Mark, Toni (1934–1959), österreichischer Skirennläufer
- Mark, Udo (* 1963), deutscher Motorradrennfahrer
- Mark, Vanessa Pokuaah (* 1996), deutsche Bobsportlerin und Leichtathletin

### Marka
- Marka, Saskia (* 1975), deutsche Filmtiteldesignerin
- Marka, Sebastian (* 1978), deutscher Filmregisseur und Filmeditor
- Märka, Veiko (* 1964), estnischer Schriftsteller
- Markaj, Denis (* 1991), Schweizer Fussballspieler
- Markan, Marianne (* 1867), österreichische Opernsängerin (Mezzosopran)
- Markanday, Dilan (* 2001), englischer Fußballspieler
- Markar, M. A. Bakeer (1917–1997), sri-lankischer Politiker, Abgeordneter, Gouverneur und Minister, Parlamentspräsident
- Markard, Anna (1931–2010), deutsche Tänzerin, Pädagogin und Ballett-Meisterin
- Markard, Morus (* 1948), deutscher Psychologe und Hochschullehrer
- Markard, Nora (* 1978), deutsche Juristin
- Markarián, Sergio (* 1944), uruguayisch-argentinischer Fußballtrainer
- Markarian, Stephen (* 1990), US-amerikanischer Schauspieler
- Markaris, Petros (* 1937), griechischer SchriftstellerPetros Markaris (* 1937)

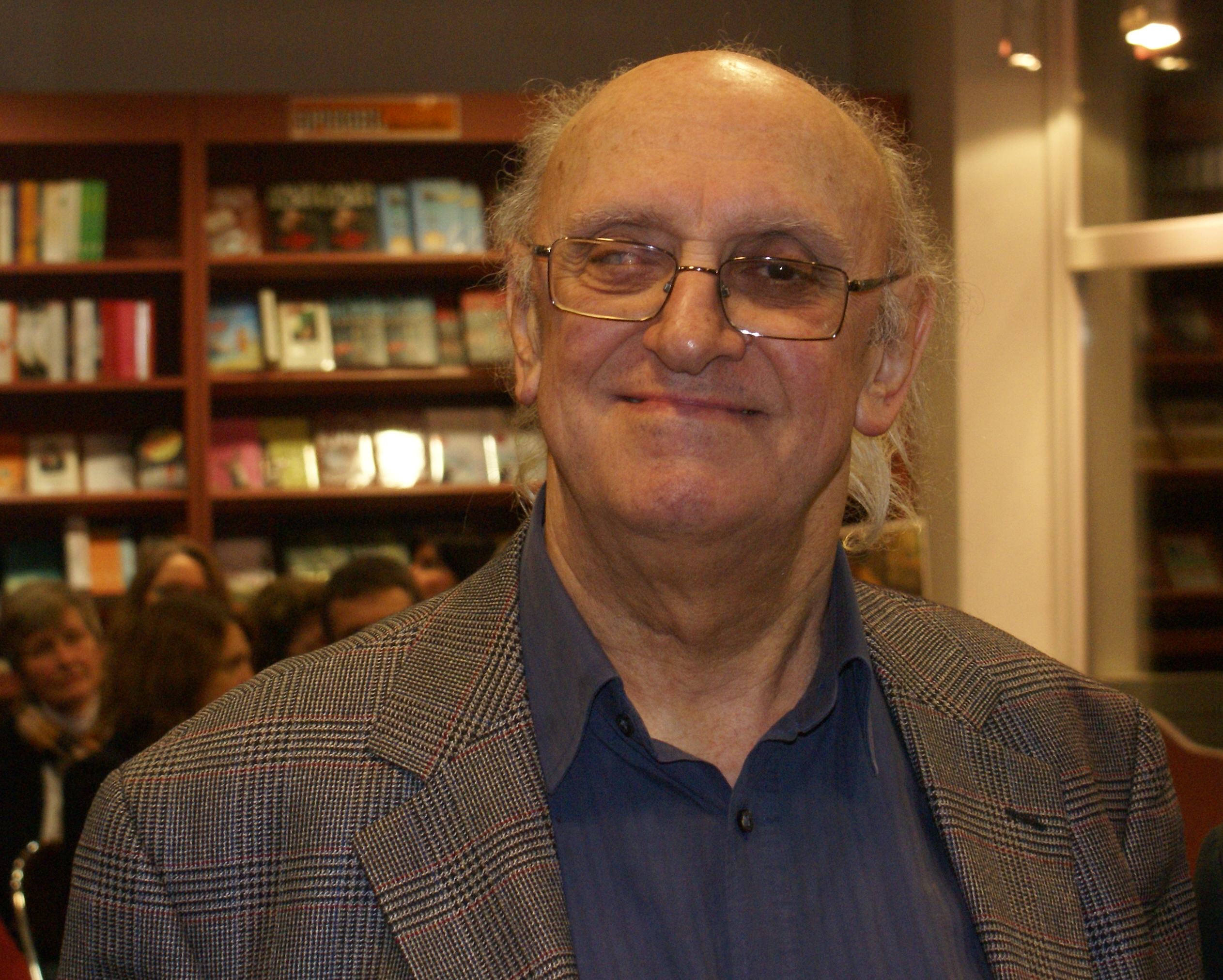
Petros Markaris (* 1937)

- Markarjan, Andranik (1951–2007), armenischer Politiker
- Markarjan, Benjamin (1913–1985), armenischer Astrophysiker
- Markarjan, Hrant (* 1958), armenischer Politiker
- Markarjanz, Wladimir (1934–2000), sowjetischer Politiker
- Markarow, Eduard Artjomowitsch (* 1942), armenischer Fußballspieler und -trainer
- Markarowa, Oksana (* 1976), ukrainische Managerin und Politikerin
- Markart, Annie (1907–1991), deutsche Schauspielerin
- Markart, Koloman (1863–1933), österreichischer Politiker (SDAP); Landtagsabgeordneter zum Vorarlberger Landtag
- Markart, Mike (* 1961), österreichischer Schriftsteller
- Markaryan, Alen (* 1966), türkischer Fanklub-Vorsitzender und Sportkolumnist
- Markaschanskaja, Tamara Michailowna (* 1954), sowjetische Skilangläuferin
- Markaschanski, Jewgeni (* 1985), belarussischer Biathlet
- Markau, Franz (1881–1968), deutscher Maler und Grafiker
- Markauskas, Bronius (* 1960), litauischer Politiker
- Markauskas, Raimundas (* 1966), litauischer Politiker (Seimas)
- Markauskas, Rimantas (* 1954), litauischer Politiker, Mitglied des Seimas

### Markb
- Markbreit, Jerry (* 1935), US-amerikanischer Schiedsrichter im American Football
- Markbreit, Leopold (1842–1909), US-amerikanischer Politiker der Republikanischen Partei mit deutschen Wurzeln

### Marke
- Marke, Lize (* 1936), belgische Sängerin
- Markee, Dave, britischer Rockmusiker
- Markees, Carl (1865–1926), Schweizer Geiger, Musikpädagoge und Komponist
- Markees, Ernst (1863–1939), Schweizer Komponist
- Markefka, Manfred (1932–2012), deutscher Soziologe
- Markejew, Anatoli Pawlowitsch (* 1942), sowjetischer Mathematiker und Mechanik-Experte
- Markel, Erich (1920–1999), rumänisch-US-amerikanischer Jurist und Hochschullehrer
- Markel, Gerhard, österreichischer Musiker
- Markel, Karl (1883–1959), österreichischer Rodelsportler
- Markel, Karl Emil (1860–1932), deutsch-englischer Chemiker, Unternehmer und Mäzen
- Markel, Martin (* 1968), tschechischer Historiker
- Markel, Walter, österreichischer Musiker
- Markelbach, Alexandre (1824–1906), belgischer Genre- und Kirchenmaler
- Markelic, Fabio (* 2001), österreichischer Fußballspieler
- Markelin, Antero (1931–2005), finnischer Architekt und Stadtplaner
- Markelis, Theo (* 1992), australischer Fußballspieler
- Markelius, Sven (1889–1972), schwedischer Architekt
- Markelj, Rok (* 2000), slowenischer Leichtathlet
- Markell, Henry (1792–1831), US-amerikanischer Jurist und Politiker
- Markell, Jack (* 1960), US-amerikanischer Politiker
- Markell, Jacob (1770–1852), US-amerikanischer Jurist und Politiker
- Markella von Chios, griechische Märtyrerin
- Markellinos, römischer Biograph
- Markellinos, römischer Rhetoriker und Kommentator
- Markelov, Ivan (* 1993), usbekischer Diskuswerfer
- Markelow, Artjom Walerjewitsch (* 1994), russischer Automobilrennfahrer
- Markelow, Jehor (* 1988), ukrainischer E-Sportler
- Markelow, Stanislaw Jurjewitsch (1974–2009), russischer Jurist
- Markelow, Wladimir (* 1987), kasachisch-russischer Eishockeyspieler
- Markelow, Wladimir Nikolajewitsch (1957–2023), russischer Kunstturner
- Marken, Albert (* 1950), deutscher Politiker (AFB), MdBB
- Marken, Ingeborg Helen (* 1975), norwegische Skirennläuferin
- Marken, Jacob van (1845–1906), niederländischer Unternehmer
- Marken, Jane (1895–1976), französische Schauspielerin
- Marken, Marlies (* 1950), deutsche Politikerin (SPD), MdBB
- Markeng, Thomas Aasen (* 2000), norwegischer Skispringer
- Markengbakken, Iver (* 1982), norwegischer Nordischer Kombinierer
- Märker, Almuth (* 1966), deutsche Philologin, Bibliothekarin und Wissenschaftsautorin
- Märker, Brigitte (* 1953), deutsche Schriftstellerin
- Marker, Chris (1921–2012), französischer Schriftsteller, Fotograf, Drehbuchautor und Dokumentarfilmer
- Märker, Friedrich (1893–1985), deutscher Theaterregisseur, Schriftsteller und Publizist
- Marker, Harry (1899–1990), US-amerikanischer Filmeditor
- Märker, Hermann (* 1935), deutscher Hornist
- Marker, Jamsheed (1922–2018), pakistanischer Diplomat
- Märker, Leonhard (1910–1993), austroamerikanischer Komponist
- Marker, Russell (1902–1995), US-amerikanischer Chemiker
- Marker, Susan Lordi (* 1954), amerikanische Künstlerin
- Märker-Hermann, Elisabeth (* 1958), deutsche Internistin und Rheumatologin
- Markert, Bernd (* 1971), deutscher Bauingenieur und Hochschullehrer
- Markert, Clement L. (1917–1999), US-amerikanischer Entwicklungsbiologe und Biochemiker
- Markert, Dorothee (* 1950), deutsche Philosophin und Feministin
- Markert, Hans Christian (* 1968), deutscher Politiker (Bündnis 90/Die Grünen), MdL
- Markert, Jörg (* 1973), deutscher Diplom-Verwaltungswirt (FH) und Politiker (CDU), MdL (Sachsen)
- Markert, Joy (* 1942), deutscher Schriftsteller, Hörspielautor und Verfasser von Filmdrehbüchern
- Märkert, Klaus, deutscher Schriftsteller
- Markert, Martin (* 1982), deutscher Musicaldarsteller
- Märkert, Peter (* 1955), deutscher Schriftsteller
- Markert, Richard (1891–1957), deutscher Politiker (NDPD), Bremer Bürgermeister
- Markert, Richard E. (* 1948), deutscher Maschinenbauingenieur und Hochschullehrer
- Markert, Rolf (1914–1995), deutscher Politiker (KPD/SED), Widerstandskämpfer, Generalmajor des MfS
- Markert, Waldemar (1959–2011), deutscher Poolbillardspieler
- Markert, Walter (1926–2006), deutscher Maler
- Markert, Werner (1905–1965), deutscher Historiker
- Markesini, Maria, griechische Pianistin und Jazzsängerin
- Marketz, Josef (* 1955), österreichischer Geistlicher, römisch-katholischer Bischof von Gurk-Klagenfurt
- Markevičienė, Vaida (* 1988), litauische Juristin und Politikerin
- Markevičius, Gvidonas (* 1969), litauischer Basketballspieler
- Markevičius, Vytautas (* 1962), litauischer Rechtsanwalt und Justizpolitiker
- Markevičiūtė, Eglė (* 1988), litauische Politikerin, Vizeministerin und stellvertretende Wirtschaftsministerin
- Markevitch, Igor (1912–1983), italienischer Komponist und Dirigent ukrainischer HerkunftIgor Markevitch (1912–1983)

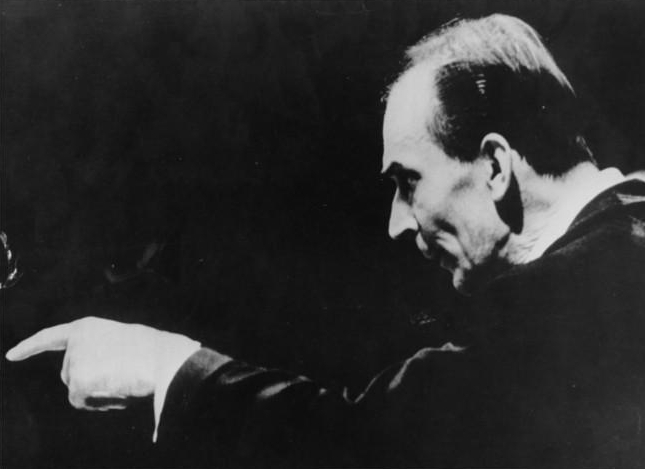
Igor Markevitch (1912–1983)

- Markewitsch, Boleslaw Michailowitsch (1822–1884), russischer Schriftsteller, Journalist und Literaturkritiker
- Markewitz, Rudolf (1898–1975), deutscher Handwerker und Politiker (LDP/FDP)
- Markewytsch, Hryhorij (1849–1923), ukrainischer Schriftsteller, Volkskundler, Journalist und Herausgeber
- Markewytsch, Mykola (1804–1860), ukrainisch-russischer Historiker, Ethnograph, Schriftsteller, Komponist und Musikwissenschaftler
- Markewytsch, Oleksandr (1905–1999), ukrainisch-sowjetischer Zoologe
- Markewytsch, Opanas (1822–1867), ukrainischer Volkskundler, Ethnologe und Sozialaktivist
- Markey, Bernard (1935–2003), irischer Politiker (Fine Gael)
- Markey, Betsy (* 1956), US-amerikanische Politikerin
- Markey, Colm (* 1972), irischer Politiker (Fine Gael), MdEP
- Markey, Ed (* 1946), US-amerikanischer Politiker der Demokratischen ParteiEd Markey (* 1946)

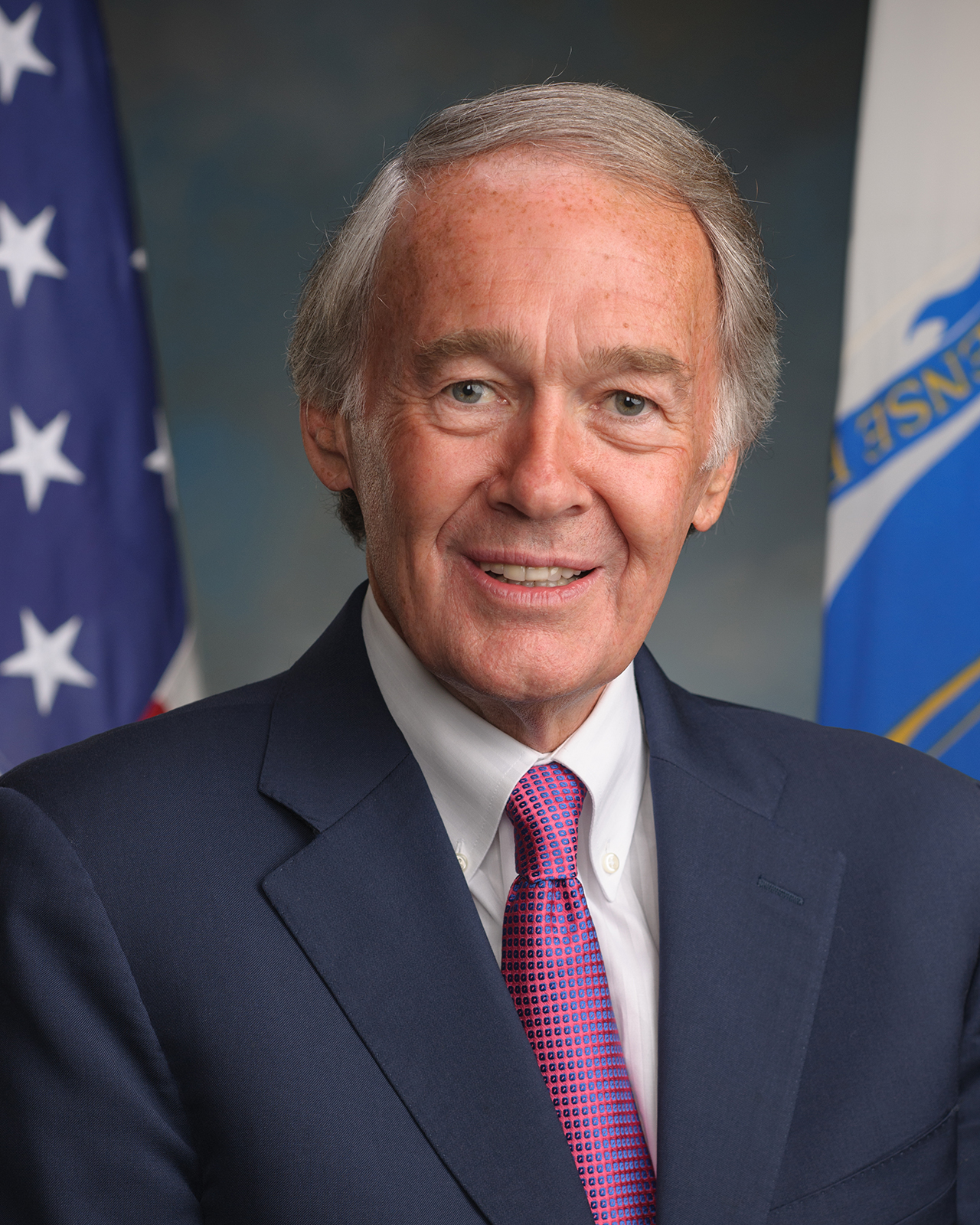
Ed Markey (* 1946)

- Markey, Enid (1894–1981), US-amerikanische Schauspielerin
- Markey, George (1925–1999), US-amerikanischer Organist
- Markey, Mary Jo, US-amerikanische Filmeditorin
- Markez, Mitar (* 1990), serbischer Handballspieler
- Markezinis, Spyros (1909–2000), griechischer Politiker und Ministerpräsident

### Markf
- Markfeld, Dieter (1954–2017), deutscher Fußballspieler
- Markfort, Michael (* 1962), deutscher Schauspieler

### Markg
- Markgraf, Alexander (* 1981), deutscher Schachspieler und -trainer
- Markgraf, Friedrich (1897–1987), deutscher Botaniker
- Markgraf, Gerhard (1929–2012), deutscher Bauunternehmer
- Markgraf, Kate (* 1976), US-amerikanische Fußballspielerin
- Markgraf, Maida (* 1991), montenegrinische Fußballspielerin
- Markgraf, Martin (1907–1986), deutscher Parteifunktionär (SED), VVB-Generaldirektor
- Markgraf, Paul (1910–1993), deutscher Polizeipräsident von Groß-Berlin bzw. Berlin (Ost)
- Markgraf, Richard (1869–1916), österreichischer Fossiliensammler und Paläontologe
- Markgraf, Walter (1865–1915), deutscher Buddhist, Autor, und Verleger
- Markgraf-Dannenberg, Ingeborg (1911–1996), deutsche Botanikerin

### Markh
- Markham, Ava (* 2000), US-amerikanische Tennisspielerin
- Markham, Beryl (1902–1986), britische FlugpionierinBeryl Markham (1902–1986)

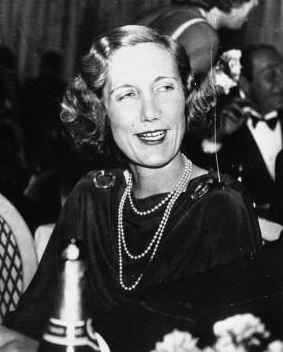
Beryl Markham (1902–1986)

- Markham, Clements (1830–1916), britischer Entdecker, Autor und Geograph
- Markham, Edward Murphy (1877–1950), US-amerikanischer Offizier, Generalmajor der US-Army
- Markham, Edwin (1833–1918), britischer Generalleutnant, Vize-Gouverneur von Jersey
- Markham, Felix (1908–1992), britischer Historiker
- Markham, Gervase († 1637), englischer Schriftsteller
- Markham, Henry (1840–1923), US-amerikanischer Politiker
- Markham, June, britische Eiskunstläuferin
- Markham, Monte (* 1935), US-amerikanischer Schauspieler
- Markham, Peter, britischer Dozent, Filmregisseur und Autor
- Markham, Robert, englischer Ritter
- Markham, Thomas Francis (1891–1952), US-amerikanischer römisch-katholischer Geistlicher, Weihbischof in Boston
- Markham, Virgil (1899–1973), US-amerikanischer Kriminalschriftsteller
- Markhardt, Philipp (* 1980), deutscher Autor
- Markheim, Bertha (1833–1919), deutsche Schriftstellerin
- Markhoff, Dieter (* 1940), deutscher Politiker (CDU), MdL
- Markhoff, Franz (1880–1964), österreichischer Opernsänger (Bass)
- Markhoff, Johann Ludwig (1761–1831), preußischer Generalmajor, Inspekteur des 2. Ingenieur-Inspektion

### Marki
- Märki, Dominik (* 1990), Schweizer Curler
- Märki, Hansrüdi (* 1960), Schweizer Radrennfahrer
- Märki, Stephan (* 1955), Schweizer Schauspieler, Regisseur und Intendant
- Márki-Zay, Péter (* 1972), ungarischer Wirtschaftswissenschaftler und Politiker
- Markian († 457), Kaiser des oströmischen ReichesMarkian († 457)

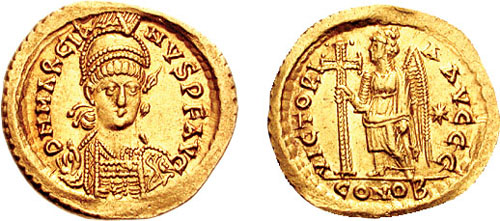
Markian († 457)

- Markian der Jüngere, weströmischer Konsul und oströmischer Usurpator
- Markianos von Heraklea Pontike, spätantiker griechischer Geograph
- Markič, Gašper (* 1986), slowenischer Skirennläufer
- Markić, Marjan (* 1990), kroatischer Fußballspieler
- Markić, Željka (* 1964), kroatische Journalistin, Unternehmerin, Aktivistin, Medizinerin und Übersetzerin
- Markićević, Božidar (* 1983), serbischer Rückraumspieler
- Markidonow, Sergei Alexandrowitsch (1961–1995), russischer Politiker
- Markiefka, Angelina, deutsche Schauspielerin, Sängerin, Synchronsprecherin und Musicaldarstellerin
- Markiet, Gévero (* 1991), niederländischer Fußballspieler
- Markiewicz, Bronisław (1842–1912), polnischer Priester und Ordensgründer
- Markiewicz, Constance (1868–1927), irische FreiheitskämpferinConstance Markiewicz (1868–1927)

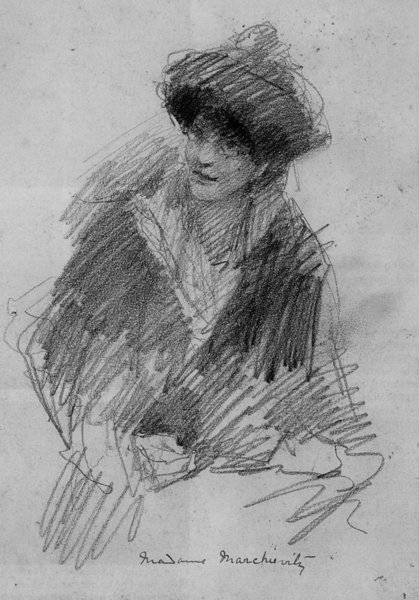
Constance Markiewicz (1868–1927)

- Markiewicz, Piotr (* 1973), polnischer Kanute
- Markin, Igor Nikolajewitsch (* 1967), russischer Unternehmer und Kunstsammler
- Markin, Leonid, russischer Pokerspieler
- Markin, Morris (1893–1970), US-amerikanischer Automobilunternehmer
- Markin, Nikolai Grigorjewitsch (1893–1918), russischer Revolutionär
- Markin, Wiktor Fjodorowitsch (* 1957), sowjetischer Sprinter und Olympiasieger
- Markina, Maria (* 1981), russische Opernsängerin (Mezzosopran)
- Marking, Havana, britische Produzentin und Regisseurin von Dokumentarfilmen
- Markinson, Brian, kanadischer Schauspieler
- Markiplier (* 1989), US-amerikanischer YouTuber und InternetpersönlichkeitMarkiplier (* 1989)

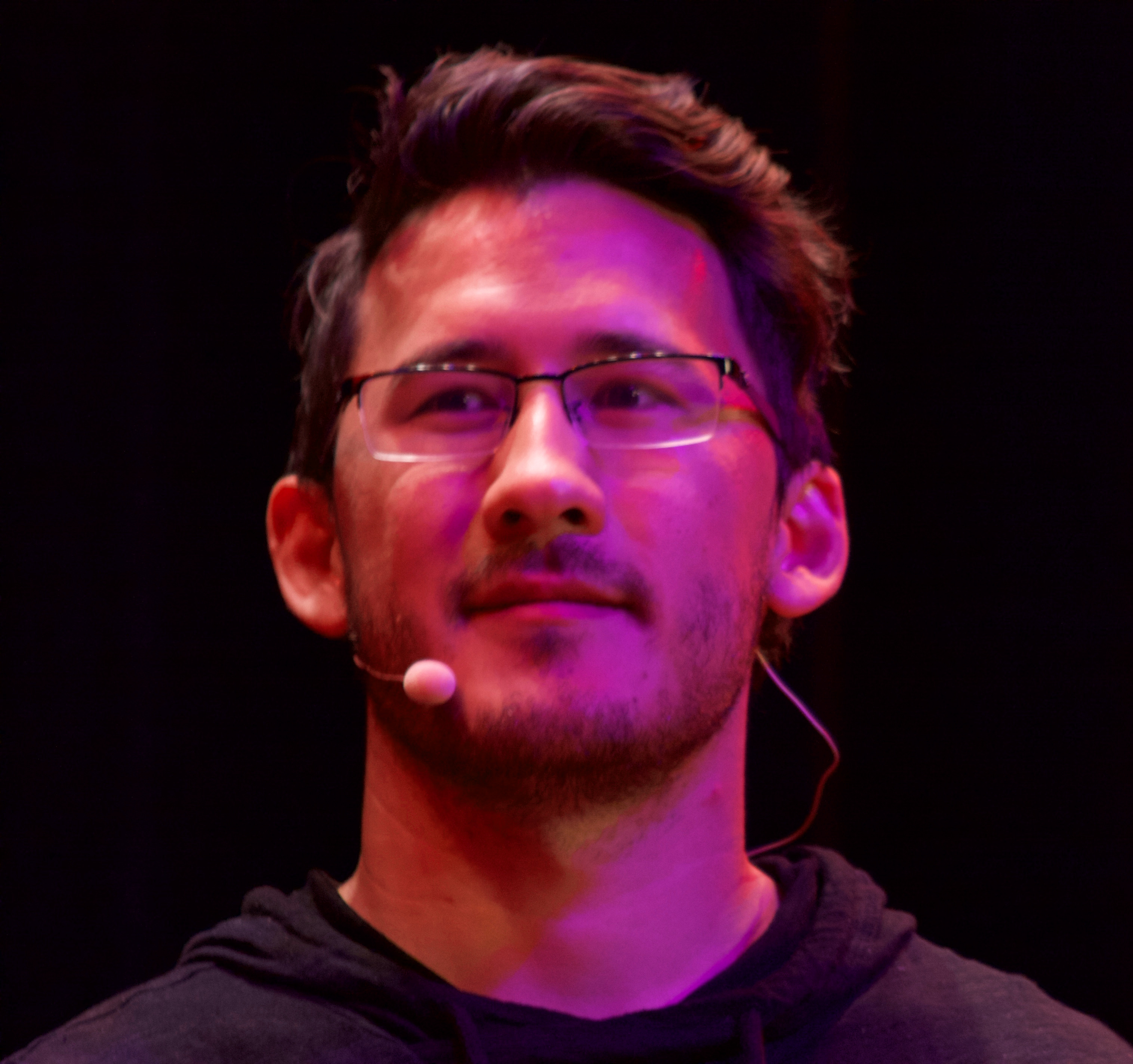
Markiplier (* 1989)

- Markisch, Perez (1895–1952), jiddischsprachiger Autor
- Markitessow, Dmitri Walerjewitsch (* 2001), russischer Fußballspieler

### Markk
- Markkanen, Eero (* 1991), finnischer Fußballspieler
- Markkanen, Jussi (* 1975), finnischer Eishockeytorwart
- Markkanen, Lauri (* 1997), finnischer Basketballspieler
- Markkanen, Matti (1887–1942), finnischer Turner
- Markkanen, Mervi (* 1984), finnische Biathletin
- Markkanen, Pekka (* 1967), finnischer Basketballspieler
- Markkanen, Terhi (* 1973), finnische Biathletin
- Markkanen, Väinö (1929–2022), finnischer Sportschütze
- Markkula, Markku (* 1950), finnischer Politiker
- Markkula, Mike (* 1942), US-amerikanischer Unternehmer, Manager und Investor

### Markl
- Markl, August (* 1948), deutscher Radiologe und Verbandsfunktionär
- Markl, Benjamin (* 1979), deutscher Dirigent
- Markl, Daniel (* 2000), österreichischer Fußballspieler
- Markl, Dominik (* 1979), österreichischer römisch-katholischer Priester und Theologe
- Markl, Fabian (* 2000), österreichischer Fußballspieler
- Märkl, Gottfried (1929–2014), deutscher Chemiker und Hochschullehrer
- Markl, Gregor (* 1971), deutscher Petrologe, Mineraloge, Hochschullehrer, Sachbuchautor und Mineraliensammler
- Märkl, Herbert (* 1941), deutscher Ingenieurwissenschaftler und Hochschullehrer
- Markl, Hermann (1908–2000), deutscher Jurist, wirkte 1942 an einem der wenigen Todesurteile wegen „Rassenschande“ mit
- Markl, Hubert (1938–2015), deutscher Verhaltensforscher, Präsident der Max-Planck-Gesellschaft (MPG) von Juni 1996 bis Juni 2002
- Märkl, Josef (1928–2010), deutscher Violinist, Komponist und Pädagoge
- Markl, Joseph (1752–1811), österreichischer Zisterzienser und Abt des Stifts Lilienfeld
- Märkl, Jun (* 1959), deutscher Dirigent
- Markl, Karl (1827–1898), österreichischer Offizier und Militäringenieur
- Märkl, Key-Thomas (* 1963), deutsch-japanischer Geiger
- Märkl, Kilian (* 2000), deutscher Skispringer
- Märkl, Kim (* 1961), amerikanische Schriftstellerin, Komponistin und Klarinettistin
- Markl, Manfred, deutscher Skeletonpilot
- Märkl, Markus (* 1967), deutscher Cembalist, Organist, Pianist
- Märkl, Niklas (* 1999), deutscher RadrennfahrerNiklas Märkl (* 1999)

Niklas Märkl (* 1999)

- Märkl, Nina Annabelle (* 1979), deutsche Zeichnerin und Bildhauerin
- Märkl, Roman (1659–1744), deutscher Ordensgeistlicher und Abt
- Markland, Peter (* 1951), englischer Schachspieler
- Markland, Ted (1933–2011), US-amerikanischer Schauspieler
- Markle, Peter (* 1946), US-amerikanischer Regisseur, Drehbuchautor und Produzent
- Märkle, Uli (1938–2005), deutscher Promoter und Produzent klassischer Musik
- Marklein, Errol (* 1957), deutscher Behindertensportler
- Marklein, Günter G. A. (* 1942), deutscher Autor und ehemaliger Museumsleiter
- Marklein, Heike (* 1967), deutsche Kunstradfahrerin
- Markley, Philip Swenk (1789–1834), US-amerikanischer Politiker
- Märkli, Peter (* 1953), Schweizer Architekt
- Märklin, Adolf (1850–1931), deutscher Ingenieur
- Märklin, Carolina (1826–1893), deutsche Unternehmerin
- Märklin, Christian (1807–1849), evangelischer Theologe
- Märklin, Eugen (1861–1947), deutscher Unternehmer
- Märklin, Fritz (1896–1961), deutscher Unternehmer
- Märklin, Jakob Friedrich von (1771–1841), Prälat und Generalsuperintendent von Heilbronn
- Märklin, Karl (1866–1930), deutscher Unternehmer
- Märklin, Theodor Friedrich Wilhelm (1817–1866), deutscher Unternehmer
- Marklof, Jens, deutscher Mathematiker
- Marklowsky, Paul (1911–1998), deutscher Jurist und Politiker (FDP), MdL
- Marklund, Bror (1907–1977), schwedischer Bildhauer
- Marklund, Claes (* 1951), schwedischer Fußballspieler
- Marklund, Göran (* 1975), schwedischer Fußballspieler
- Marklund, Hanna (* 1977), schwedische Fußballspielerin
- Marklund, Liza (* 1962), schwedische Krimi-Schriftstellerin und Journalistin
- Marklund, Petra (* 1984), schwedische Sängerin

### Markm
- Markman, Howard (* 1950), amerikanischer Psychologe
- Markmann, Fritz-August Wilhelm (1899–1949), Oberbürgermeister von Magdeburg
- Markmann, Hans-Jochen (1930–2010), deutscher Historiker
- Markmann, Heinz (1926–2020), deutscher Sozial- und Wirtschaftswissenschaftler
- Markmiller, Magnobonus (1800–1879), Gründer der Bayerischen Provinz der barmherzigen Brüder, und erster Provinzial

### Marko
- Marko Pascha († 1888), osmanischer Arzt und der erste Präsident des Türkischen Roten Halbmonds
- Markó, Béla (* 1951), siebenbürgisch-ungarischer Schriftsteller, Dichter, Lehrer und Politiker
- Marko, Denise (* 1994), deutsche Schauspielerin
- Marko, Gerda (1940–2010), deutsche Germanistin und Dramaturgin
- Marko, Hans (1925–2017), deutscher Ingenieur der Nachrichtentechnik und Hochschullehrer
- Marko, Helmut (* 1943), österreichischer AutorennfahrerHelmut Marko (* 1943)

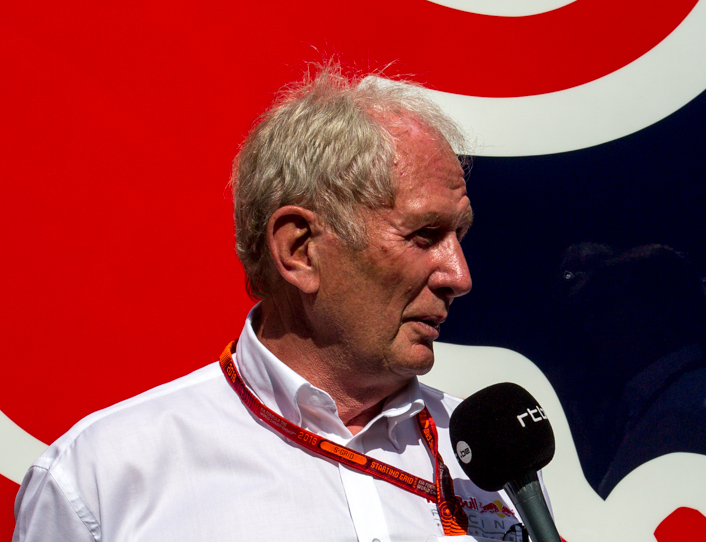
Helmut Marko (* 1943)

- Marko, Ján (* 1920), tschechoslowakischer Politiker
- Marko, Joseph (* 1955), österreichischer Rechtswissenschaftler und Politikwissenschaftler
- Marko, Jozef (1923–1996), slowakischer Fußballspieler und -trainer
- Marko, Karol (* 1966), slowakischer Fußballspieler und -trainer
- Markó, Károly der Ältere (1791–1860), ungarischer Landschaftsmaler
- Markó, Károly der Jüngere (1822–1891), ungarischer Landschaftsmaler
- Marko, Petro (1913–1991), albanischer Schriftsteller
- Marko, Rita (1920–2018), albanischer kommunistischer Politiker
- Marko, Rupert (* 1963), österreichischer Fußballspieler und -trainer
- Marko, Zekial (1931–2008), US-amerikanischer Schriftsteller
- Markoff, John (* 1949), US-amerikanischer Journalist
- Markoff, Sera (* 1971), US-amerikanische Physikerin
- Markoischwili, Manutschar (* 1986), georgischer Basketballspieler
- Markoji, Markoji (* 1973), indonesischer Beachvolleyballspieler
- Markolf († 1142), Erzbischof von Mainz
- Markolf, Stefan (* 1984), deutscher Fußballspieler
- Markon, Isaak Dov Ber (1875–1949), russischer Bibliothekar, Orientalist und Pädagoge
- Markoolio (* 1975), schwedisch-finnischer Musiker
- Markopoulos, Gregory J. (1928–1992), US-amerikanischer Avantgarde-Filmemacher
- Markopoulos, Yannis (1939–2023), griechischer Komponist und Sänger
- Markos II., orthodoxer Patriarch von Jerusalem (nach 1059/70 bis vor 1084)
- Márkos, Albert (* 1967), rumänisch-ungarischer Cellist, Improvisationsmusiker und Komponist
- Markoš, Ján (* 1985), slowakischer Schachmeister
- Markoski, Bojan (* 1983), mazedonischer Fußballspieler
- Markoski, Nikola (* 1990), mazedonischer Handballspieler
- Markoski, Velko (* 1986), nordmazedonischer Handballspieler
- Markota, Damir (* 1985), kroatisch-schwedischer Basketballspieler
- Markotić, Robert (* 1990), kroatischer Handballspieler
- Markotsch, Sergei Iwanowitsch (* 1963), sowjetischer Wasserballspieler
- Markötter, Elpidius (1911–1942), deutscher Franziskaner, Priester und Magister
- Markou, Eleni (* 1995), griechische FußballspielerinEleni Markou (* 1995)

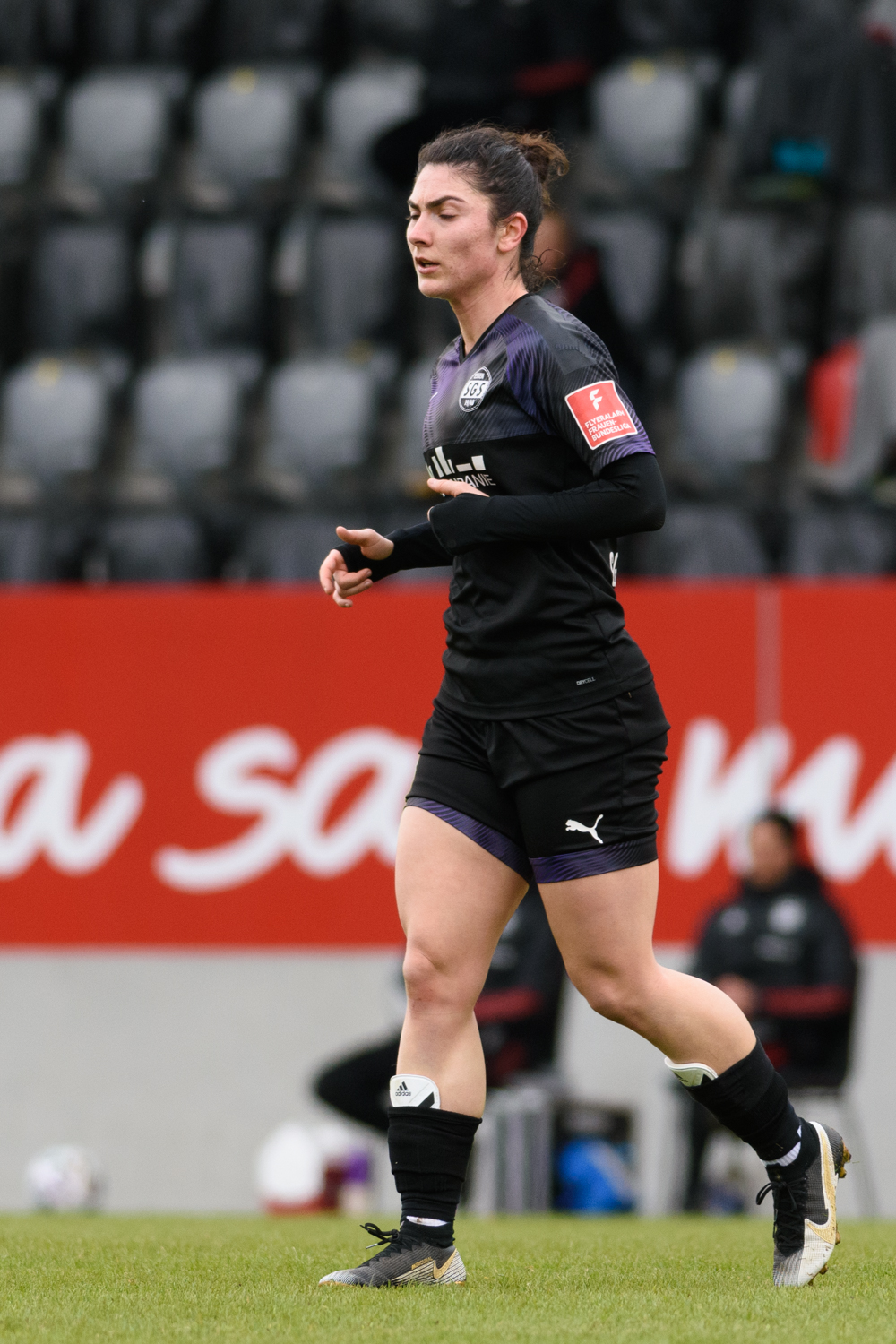
Eleni Markou (* 1995)

- Markouizos, Panagiotis (* 1980), griechischer Eiskunstläufer
- Markoullidis, Anninos (* 1971), zyprischer Sprinter
- Markoutz, Oliver (* 1995), österreichischer Fußballspieler
- Markov, Dmitri (* 1975), australischer Stabhochspringer belarussischer Herkunft
- Markov, Goran (* 1970), nordmazedonischer Fußballspieler und -trainer
- Markov, Helmuth (* 1952), deutscher Politiker (Die Linke), MdL, MdEP
- Markov, Walter (1909–1993), deutscher Historiker und Widerstandskämpfer
- Markova, Alicia (1910–2004), englische Primaballerina des klassischen Balletts
- Marková, Johana (* 1999), tschechische Tennisspielerin
- Marková, Patrícia (* 1973), slowakische Tennisspielerin
- Marková, Patrícia (* 1995), slowakische Fußballspielerin
- Marković, Aleksa (* 2001), österreichischer Fußballspieler
- Marković, Aleksandar (* 1975), serbisch-österreichischer Dirigent
- Marković, Ana Maria (* 1999), kroatische FußballspielerinAna Maria Marković (* 1999)

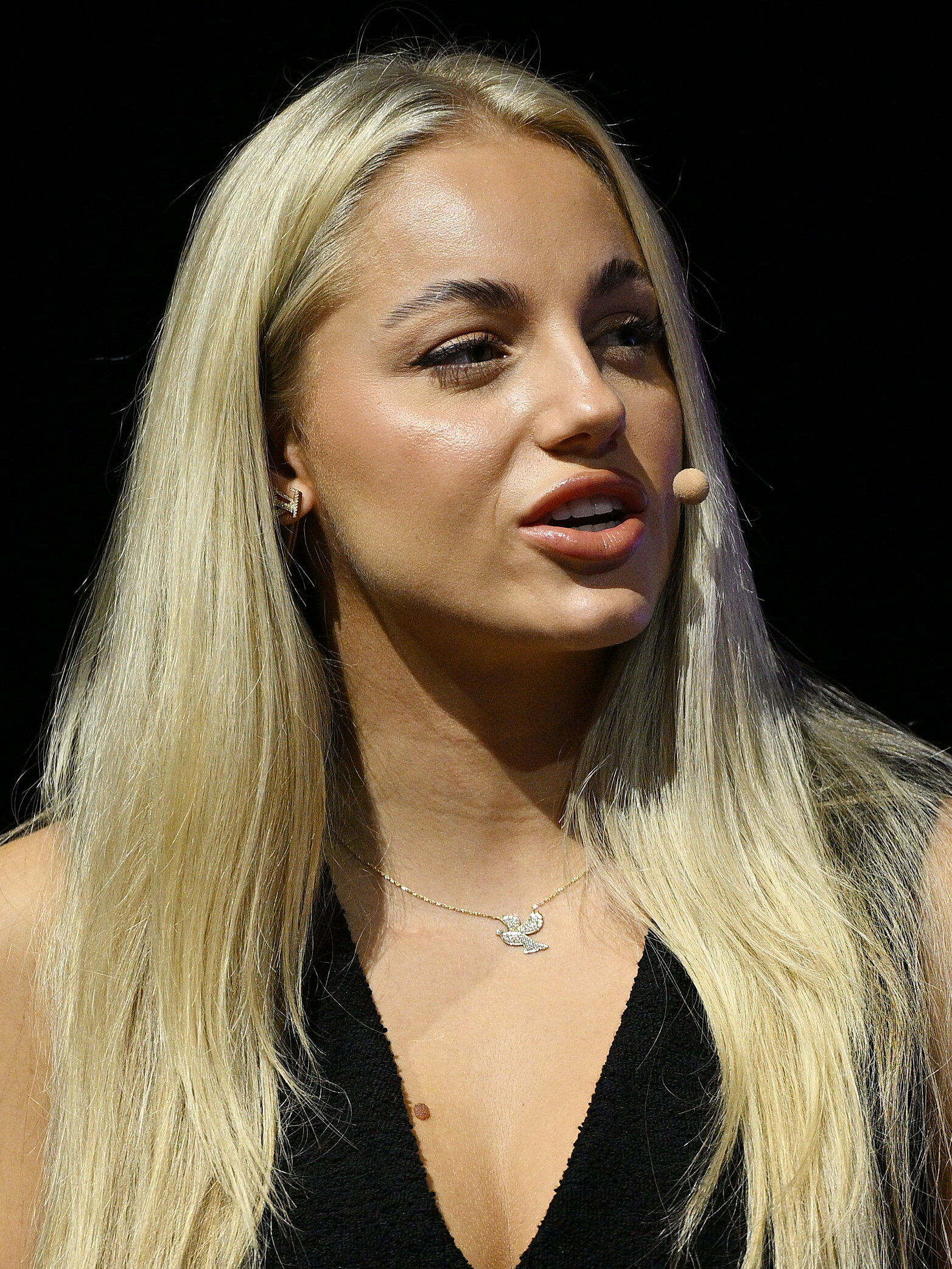
Ana Maria Marković (* 1999)

- Marković, Ante (1924–2011), jugoslawischer Politiker, Ministerpräsident (1989–1991)
- Marković, Barbi (* 1980), serbisch-österreichische Autorin
- Marković, Boban (* 1964), serbischer Musiker
- Marković, Božidar (* 1993), serbischer Hochspringer
- Marković, Branka, montenegrinische Politikerin der Evropa sad!
- Marković, Dalibor (* 1975), deutscher Dichter, Beatboxer und Spoken-Word-Lyriker
- Marković, Dobrivoje (* 1986), serbischer Handballspieler
- Marković, Dragoslav (1920–2005), jugoslawischer Politiker
- Marković, Dušan (1906–1974), jugoslawischer Fußballspieler und -trainer
- Marković, Duško (* 1958), montenegrinischer Politiker
- Markovic, Eman (* 1999), norwegischer Fußballspieler
- Marković, Goran (* 1946), jugoslawischer FilmregisseurGoran Marković (* 1946)

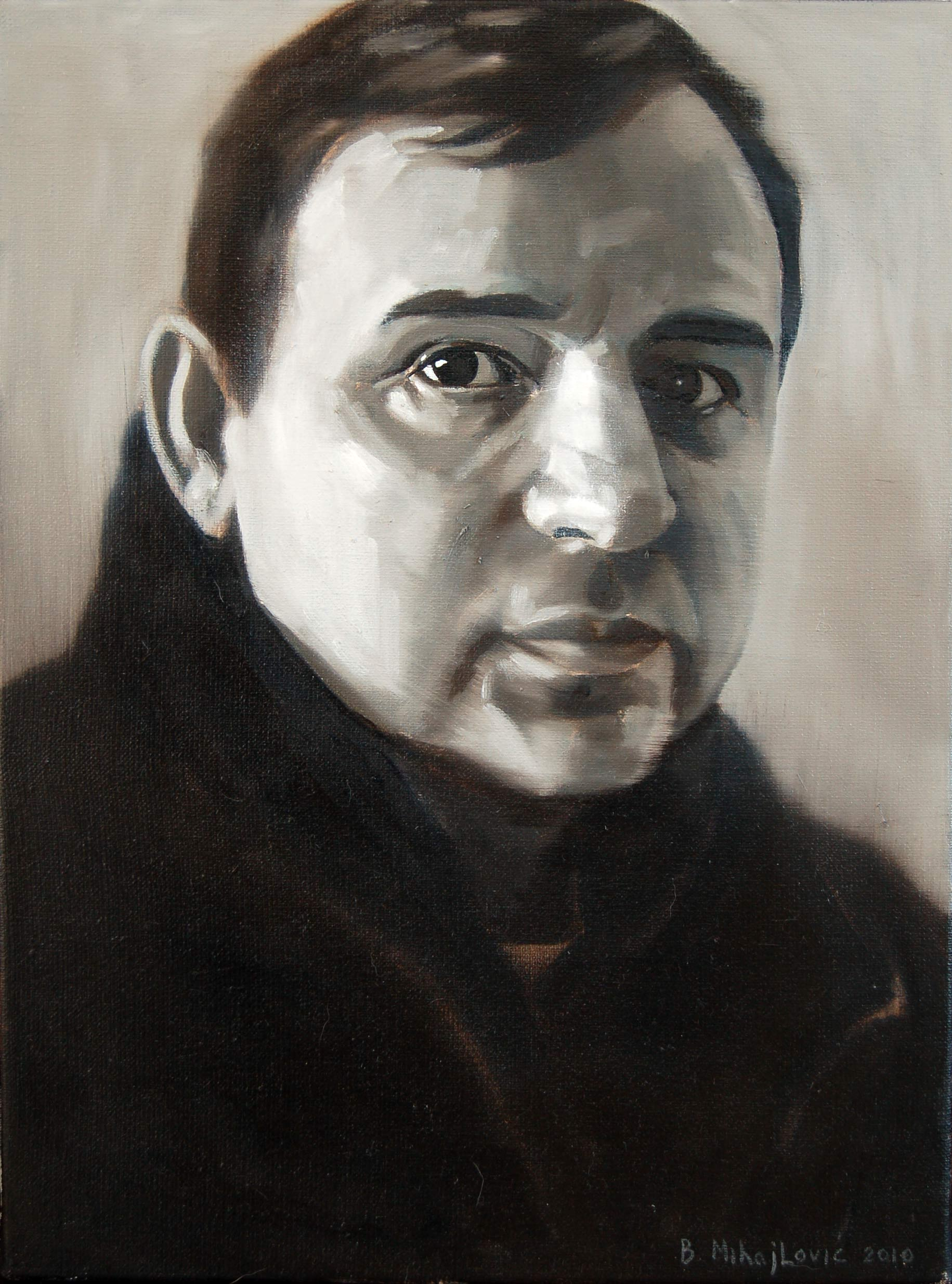
Goran Marković (* 1946)

- Marković, Ivo (* 1950), kroatischer römisch-katholischer Theologe
- Markovič, Jakub (* 2001), tschechischer Fußballtorhüter
- Marković, Jovan (* 1976), serbischer Badmintonspieler
- Marković, Lazar (* 1994), serbischer Fußballspieler
- Marković, Luka (* 1993), kroatischer Eishockeyspieler
- Marković, Marijan (1840–1912), katholischer Bischof, Administrator von Banja Luka
- Marković, Marijana (* 1982), deutsche Degenfechterin
- Marković, Marjan (* 1981), serbischer Fußballspieler
- Markovič, Marko (* 1985), slowenischer Basketballspieler
- Marković, Marko (* 1988), serbischer Musiker
- Marković, Martin (* 1996), kroatischer Leichtathlet
- Marković, Mihailo (1923–2010), jugoslawischer bzw. serbischer Philosoph
- Marković, Milivoje (1939–2017), jugoslawisch-serbischer Jazzmusiker
- Marković, Miloš (* 1996), serbischer Hürdenläufer
- Markovič, Mina (* 1987), slowenische Sportkletterin
- Marković, Mirjana (1942–2019), Witwe des früheren jugoslawischen und serbischen Präsidenten Slobodan Milošević
- Marković, Moma (1912–1992), jugoslawischer Funktionär
- Marković, Momčilo (* 1987), serbischer Fußballschiedsrichter
- Marković, Neven (* 1987), kroatisch-bosnischer Fußballspieler
- Marković, Nikola (* 1982), serbischer Basketballtrainer
- Marković, Olivera (1925–2011), jugoslawisch-serbische Schauspielerin
- Markovič, Peter (1866–1929), österreichischer Maler
- Marković, Predrag (* 1955), serbischer Politiker, Historiker und Schriftsteller
- Marković, Rade (1921–2010), jugoslawischer Schauspieler
- Marković, Radovan (* 1982), serbischer Basketballspieler
- Marković, Ratko (* 1944), serbischer Rechtswissenschaftler und Politiker
- Marković, Saša (* 1971), serbischer Fußballspieler
- Marković, Siniša (* 1988), österreichischer Fußballspieler
- Marković, Srna (* 1996), österreichische VolleyballspielerinSrna Marković (* 1996)

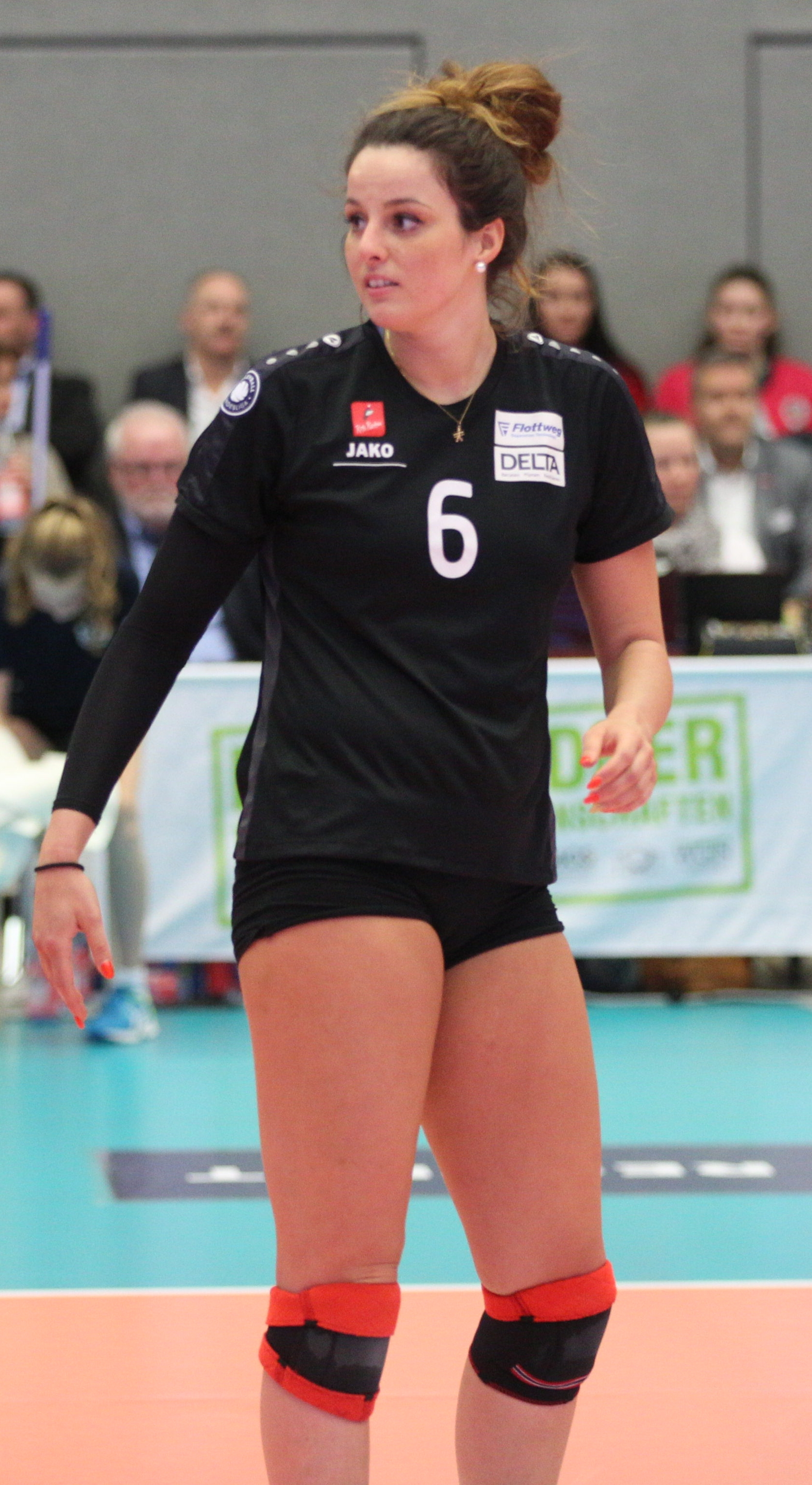
Srna Marković (* 1996)

- Marković, Stefan (* 1988), serbischer Basketballspieler
- Marković, Svetozar (1846–1875), Publizist, Politiker und erster serbischer Sozialist
- Marković, Svetozar (* 2000), serbischer Fußballspieler
- Marković, Vladan (* 1977), serbischer Schwimmer
- Markovic, Vladimir (* 1973), jugoslawisch-US-amerikanischer Mathematiker
- Marković, Vlatko (1937–2013), jugoslawischer Fußballspieler und -trainer und kroatischer Fußballfunktionär
- Marković, Vojislav (1940–2005), jugoslawischer Tischtennisspieler
- Marković, Žarko (* 1986), montenegrinischer Handballspieler
- Marković, Željko (1889–1974), jugoslawischer bzw. kroatischer Mathematiker
- Markovic, Zoran (* 1995), Schweizer Handballnationalspieler
- Marković-Khaze, Nina (* 1983), serbische Wissenschaftlerin
- Markovich, Erez (* 1978), israelischer Basketballspieler
- Markovics, Alexander (* 1991), österreichischer Historiker, Aktivist und Mitgründer der Identitären Bewegung Österreich
- Markovics, Karl (* 1963), österreichischer SchauspielerKarl Markovics (* 1963)

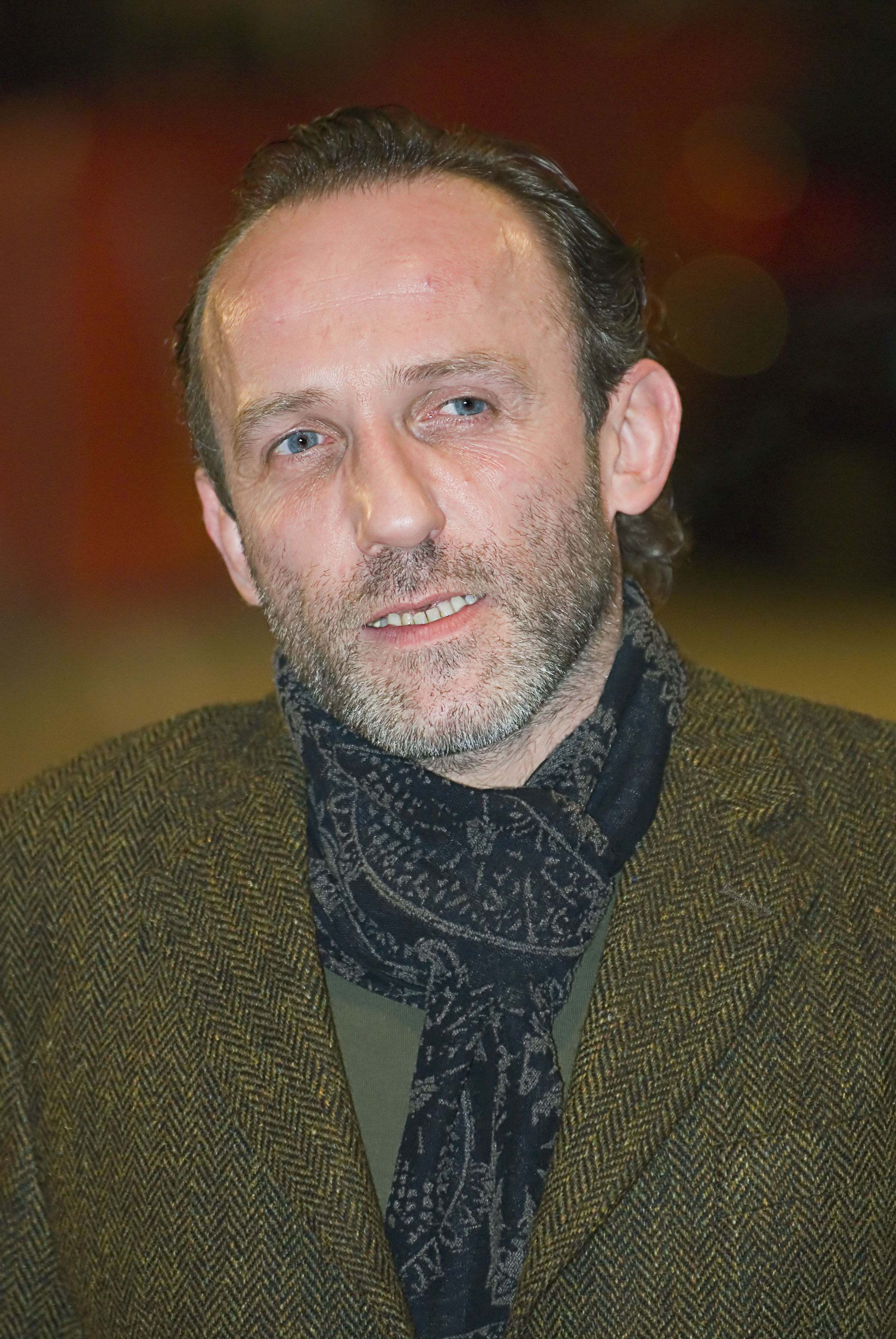
Karl Markovics (* 1963)

- Markovics, Marie Antoinette von (* 1858), deutsche Schauspielerin, Sängerin und Schriftstellerin
- Markovik, Erik von (* 1971), kanadischer Autor, Zauber- und Verführungskünstler
- Markovina, Ana-Marija (* 1970), klassische Pianistin
- Markovitch, Paula (* 1968), argentinische Filmregisseurin und Drehbuchautorin
- Markovits, Andrei S. (* 1948), US-amerikanischer Politikwissenschaftler und Soziologe
- Markovits, Benjamin (* 1973), US-amerikanisch-britischer Autor und Literaturkritiker
- Markovits, Inga (* 1937), US-amerikanische Rechtswissenschaftlerin und Hochschullehrerin deutscher Herkunft
- Markovits, Kálmán (1931–2009), ungarischer Wasserballspieler
- Markovits, László (* 1970), ungarischer Tennisspieler
- Markovits, Marika (* 1964), schwedische Pfarrerin, Bischöfin von Linköping
- Markovits, Rodion (1884–1948), ungarisch-jüdischer Autor
- Markow, Alexander Wladimirowitsch (1897–1968), sowjetischer Astronom und Astrophysiker
- Markow, Alexei Michailowitsch (* 1979), russischer Radrennfahrer

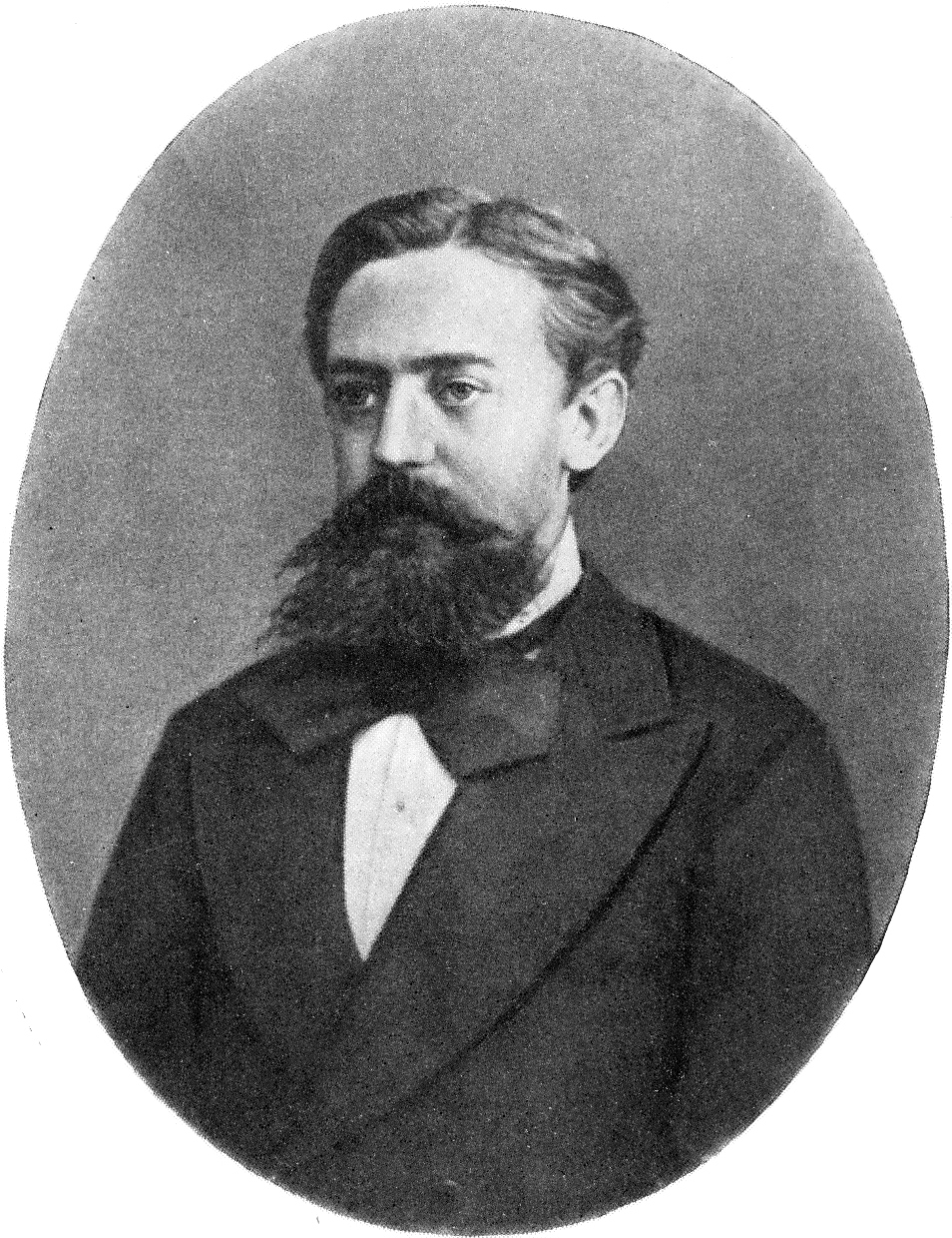
Andrei Andrejewitsch Markow (1856–1922)

- Markow, Andrei Andrejewitsch (1856–1922), russischer MathematikerAndrei Andrejewitsch Markow (1856–1922)
- Markow, Andrei Andrejewitsch (1903–1979), sowjetischer Mathematiker und Logiker
- Markow, Andrei Sergejewitsch (* 1980), russischer Bogenbiathlet
- Markow, Andrei Wiktorowitsch (* 1978), russisch-kanadischer Eishockeyspieler
- Markow, Christo (* 1965), bulgarischer Dreispringer
- Markow, Daniil Jewgenjewitsch (* 1976), russischer Eishockeyspieler und -trainer
- Markow, Emil (1905–1943), bulgarischer Politiker und Revolutionär
- Markow, Gennadi Jewgenjewitsch (1923–2018), russischer Ethnologe und Archäologe
- Markow, Georgi (1929–1978), bulgarischer Schriftsteller, Mordopfer der bulgarischen Geheimpolizei
- Markow, Georgi (* 1946), bulgarischer Ringer
- Markow, Georgi (* 1946), bulgarischer Historiker und Dozent
- Markow, Georgi (* 1978), bulgarischer Gewichtheber
- Markow, Ilja Wladislawowitsch (* 1972), russischer Geher und Olympiazweiter
- Markow, Iwan (* 1988), bulgarischer Gewichtheber
- Markow, Jewgeni Stanislawowitsch (* 1994), russischer Fußballspieler
- Markow, Michail Gerasimowitsch (1938–2012), sowjetischer Radrennfahrer und -trainer
- Markow, Moissei Alexandrowitsch (1908–1994), russischer Physiker
- Markow, Nikolai Jewgenjewitsch (1866–1945), russischer Politiker und antisemitischer Publizist
- Markow, Plamen (* 1957), bulgarischer Fußballspieler
- Markow, Sergei Leonidowitsch (1878–1918), russischer Offizier, zuletzt Generalleutnant
- Markow, Stojan (* 1942), bulgarischer Politiker
- Markow, Wassili Petrowitsch (1907–1997), sowjetischer Schauspieler und Schauspiellehrer
- Markow, Wladimir Andrejewitsch (1871–1897), russischer Mathematiker
- Markowa, Antonina Michailowna (1922–1996), sowjetische Schauspielerin und Synchronsprecherin
- Markowa, Jelena Wladimirowna (1923–2023), sowjetische bzw. russische Kybernetikerin
- Markowa, Olga (* 1968), russische Marathonläuferin
- Markowa, Olga Dmitrijewna (* 1974), russische Eiskunstläuferin
- Markowa, Tatjana Wladimirowna (* 1966), russische Biathletin
- Markowich, Peter (* 1956), österreichischer Mathematiker
- Markowicz, Artur (1872–1934), polnischer Genremaler und Grafiker jüdischer Abstammung
- Markowitsch, Andrei Nikolajewitsch (1830–1907), ukrainisch-russischer Ethnograph, Jurist, Philanthrop und Musiker
- Markowitsch, Erich (1913–1991), deutscher Politiker (KPD/SED), MdV, Mitglied des Ministerrats der DDR
- Markowitsch, Hans J. (* 1949), deutscher Psychologe
- Markowitsch, Helga (* 1944), österreichische Politikerin (SPÖ), Mitglied im Österreichischen Bundesrat
- Markowitz, Deborah (* 1961), US-amerikanische Juristin und Politikerin
- Markowitz, Dominik (* 1987), deutscher Koch
- Markowitz, Guido (* 1969), österreichischer Choreograf, Regisseur
- Markowitz, Harry (1927–2023), US-amerikanischer Ökonom und Nobelpreisträger
- Markowitz, Irene (1925–2010), deutsche Kunsthistorikerin und Kustodin von Schloss Benrath
- Markowitz, Jürgen (* 1942), deutscher Soziologe
- Markowitz, Kate (* 1956), US-amerikanische Sängerin
- Markowitz, Marky (1923–1986), US-amerikanischer Jazzmusiker
- Markowitz, Phil (* 1952), amerikanischer Jazzmusiker
- Markowitz, Robert (* 1935), US-amerikanischer Film- und Fernsehregisseur
- Markowitz, Stefan (* 1977), österreichischer Politiker (Team Stronach, BZÖ), Abgeordneter zum Nationalrat
- Markowitz, Victor M., US-amerikanischer Manager
- Markowitz, William (1907–1998), US-amerikanischer Astronom
- Markownikow, Nikolai Wladimirowitsch (1869–1942), sowjetischer Architekt, Restaurator und Hochschullehrer
- Markownikow, Wladimir Wassiljewitsch (1837–1904), russischer Chemiker
- Markownitschenko, Oleksandr (* 1970), sowjetischer Radrennfahrer
- Markowska, Alfreda (1926–2021), polnische Romni und Kinderretterin in der NS-Zeit
- Markowski, Andrzej (1924–1986), polnischer Dirigent und Komponist
- Markowski, Iwan (* 1935), bulgarischer Eishockeyspieler
- Markowski, Liesel (1928–2019), deutsche Musikwissenschaftlerin
- Markowski, Mile (1939–1975), bulgarischer und mazedonischer Schriftsteller
- Markowski, Paul (1929–1978), deutscher SED-Funktionär, MdV
- Markowski, Rafał (* 1958), polnischer römisch-katholischer Geistlicher, Theologe, Weihbischof in Warschau
- Markowski, Tomasz (* 1975), polnischer Schachmeister
- Markowski, Weni (* 1968), bulgarischer Schriftsteller und Publizist
- Markowsky, Gerhard (* 1928), deutscher Fußballspieler
- Markowskyj, Dmytro (* 1975), ukrainischer Eishockeyspieler
- Markowytsch, Anastasija (* 1979), ukrainische Surrealistin
- Markowytsch, Anastassija (1671–1729), Mäzenin und Ehefrau Iwan Skoropadskyjs
- Markowytsch, Jonatan (* 1967), Oberrabbiner von Kiew

### Markr
- Markram, Aiden (* 1994), südafrikanischer Cricketspieler
- Markram, Henry (* 1962), israelischer Hirnforscher südafrikanischer HerkunftHenry Markram (* 1962)

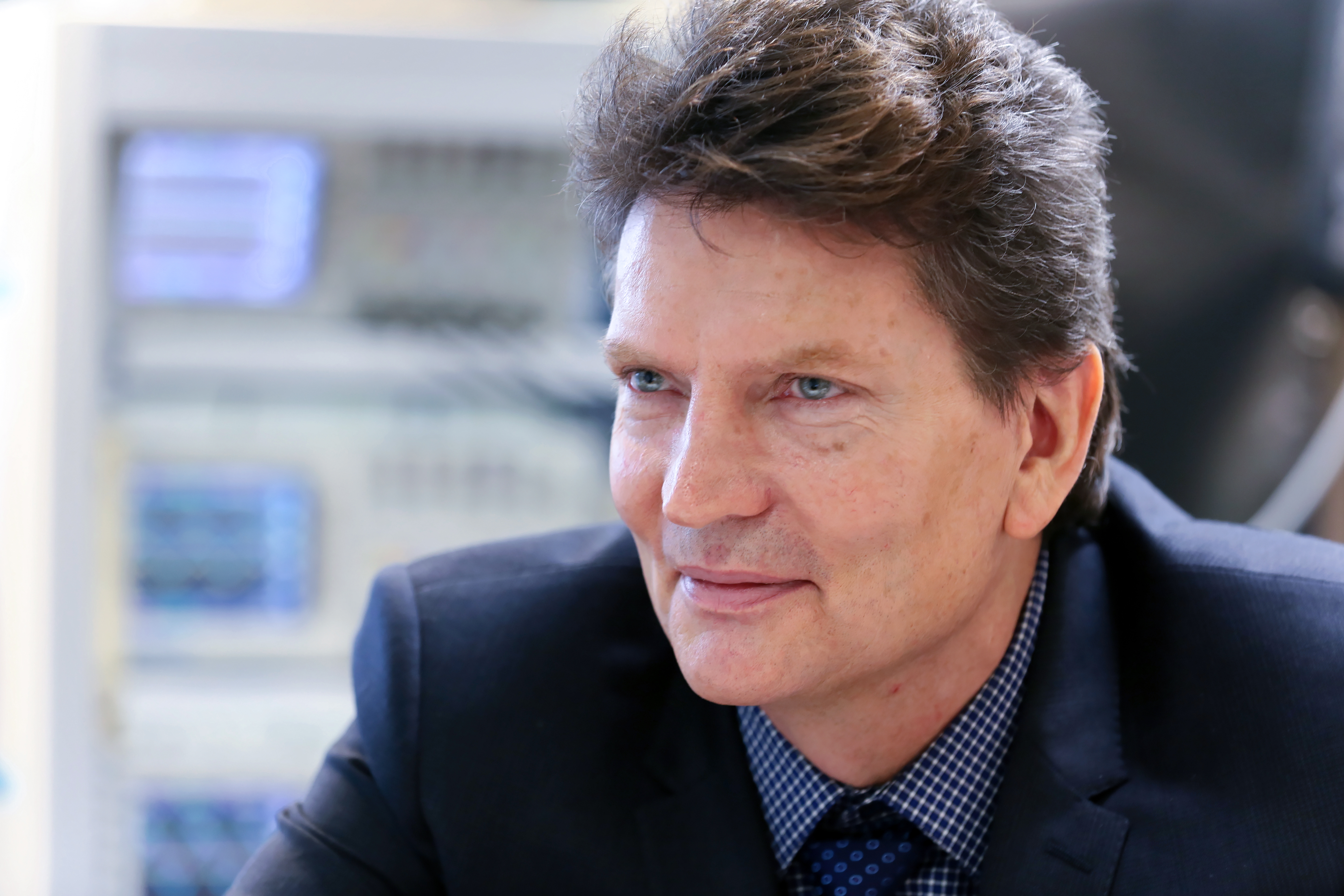
Henry Markram (* 1962)

- Markreich, Max (1881–1962), Vorsitzende der jüdischen Gemeinde in Bremen

### Marks
- Marks, Alan D. (1949–1995), US-amerikanischer Konzertpianist und Komponist
- Marks, Albert S. (1836–1891), US-amerikanischer Politiker und Gouverneur von Tennessee
- Marks, Andreas (* 1970), deutscher Boxer
- Marks, Audrey, jamaikanische Unternehmerin und Diplomatin
- Marks, Barthel (1909–1980), deutscher Bildhauer
- Marks, Britta (* 1967), deutsche Dokumentarfilmerin, Regisseurin, Drehbuchautorin und Fernsehproduzentin
- Marks, Caren (* 1963), deutsche Politikerin (SPD), MdB
- Marks, Carl Adolf (1894–1945), Widerstandskämpfer
- Marks, Caroline (* 2002), US-amerikanische Surferin
- Marks, Charly (1949–2023), deutscher Sänger und Gitarrist
- Marks, Chris (* 1980), deutscher Tischfußball-Spieler
- Marks, Christoph (* 1997), deutscher Volleyballspieler
- Marks, Cornelia (* 1969), deutsche Autorin, Lyrikerin und Übersetzerin von Literatur
- Marks, Cory (* 1989), kanadischer Sänger
- Marks, Daniel, US-amerikanischer Dokumentarfilmer
- Marks, David (* 1948), US-amerikanischer MusikerDavid Marks (* 1948)

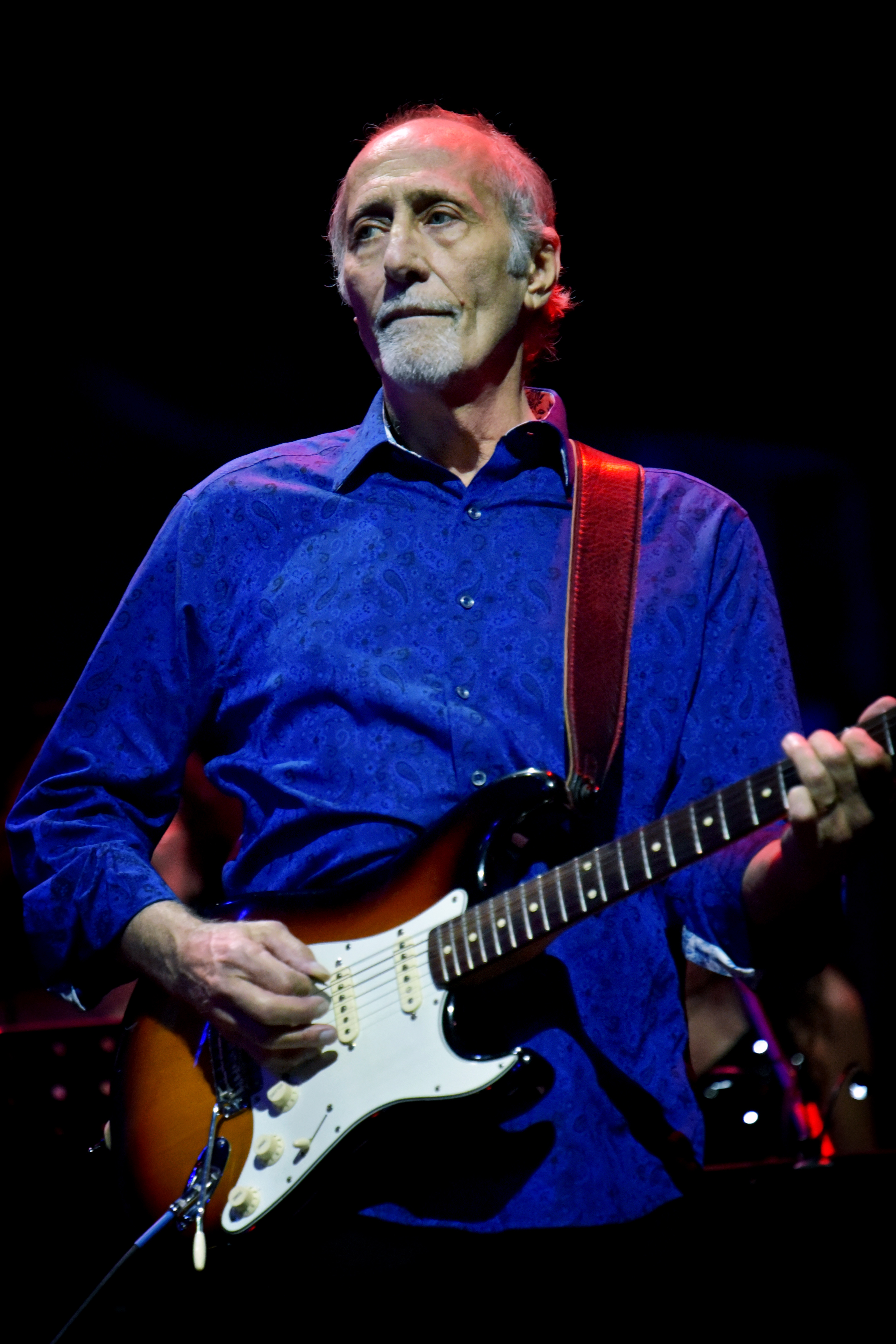
David Marks (* 1948)

- Marks, Dominik (* 1975), deutscher Fußballschiedsrichter
- Marks, Eduard (1901–1981), deutscher Schauspieler, Schauspiellehrer und Hörspielsprecher
- Marks, Elias (1765–1854), jüdischer Kaufmann und Philanthrop
- Marks, Elizabeth Nesta (1918–2002), irisch-australische Entomologin und Ökologin
- Marks, Erich (* 1954), deutscher Pädagoge, Geschäftsführer des Landespräventionsrates Niedersachsen
- Marks, Eva (1932–2020), österreichisch-australische Autorin und Holocaust-Überlebende
- Marks, Franklyn (1911–1976), amerikanischer Komponist und Arrangeur
- Marks, Gareth (* 1960), britischer Schauspieler
- Marks, Gary (* 1952), britisch-US-amerikanischer Politikwissenschaftler
- Marks, Gertrude Ross (1916–1994), US-amerikanische Theater- und Filmproduzentin
- Marks, Günther (1897–1978), deutscher Kirchenmusiker, Kantor, Pädagoge, Organist und Komponist
- Marks, Hannah (* 1993), US-amerikanische Schauspielerin, Filmregisseurin und Drehbuchautorin
- Marks, Hans (1905–1980), deutscher Kapitän zur See der Kriegsmarine
- Marks, Holger (* 1972), deutscher Opernsänger (Tenor)
- Marks, Howard (1945–2016), britischer Drogenhändler und AutorHoward Marks (1945–2016)

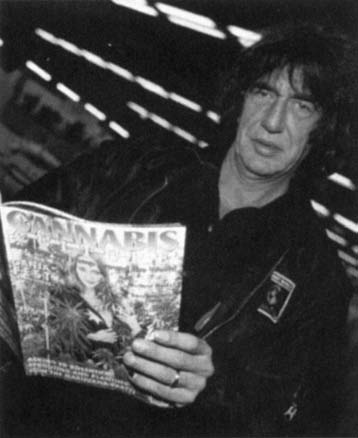
Howard Marks (1945–2016)

- Marks, J. B. (1903–1972), südafrikanischer Politiker und Gewerkschaftsführer
- Marks, Jack (1882–1945), kanadischer Eishockeyspieler
- Marks, Jan-Philipp (* 1992), deutscher Volleyballspieler
- Marks, Jeannette Augustus (1875–1964), US-amerikanische Theaterwissenschaftlerin und Hochschullehrerin
- Marks, Jessica, deutsche Pokerspielerin
- Marks, John (* 1952), australischer Tennisspieler
- Marks, Johnny (1909–1985), US-amerikanischer Songwriter
- Marks, Jon (1947–2007), britischer Jazzmusiker (Piano)
- Marks, Jonathan M. (* 1955), US-amerikanischer Anthropologe
- Marks, Jonathan, Baron Marks of Henley-on-Thames (* 1952), britischer Rechtsanwalt und Politiker (Liberaldemokraten)
- Marks, Justin (* 1980), US-amerikanischer Drehbuchautor
- Marks, Kurt (1933–2011), deutscher Kameramann und Trickspezialist
- Marks, Laura U. (* 1963), US-amerikanische Medientheoretikern
- Marks, Laurie J. (* 1957), US-amerikanische Autorin
- Marks, Marc L. (1927–2018), US-amerikanischer Politiker
- Marks, Melanie (* 1996), deutsche Journalistin, Podcasterin und Fernsehmoderatorin
- Marks, Owen (1899–1960), britisch-US-amerikanischer Filmeditor
- Marks, Paul A. (1926–2020), US-amerikanischer Onkologe
- Marks, Philip, Historiker und Kryptologe
- Marks, Rainer (1941–2019), deutscher Radrennfahrer (DDR)
- Marks, Richard (1943–2018), US-amerikanischer Filmeditor
- Marks, Roswitha, deutsche Schauspielerin, Regisseurin und Synchronsprecherin
- Marks, Sandra (* 1969), deutsche Juristin, Richterin am Bundesgerichtshof
- Marks, Sean (* 1975), neuseeländisch-britisch-US-amerikanischer Basketballspieler und -funktionär
- Marks, Simon, 1. Baron Marks of Broughton (1888–1964), britischer Unternehmer
- Marks, Stephan (* 1951), deutscher Sozialwissenschaftler und Buchautor
- Marks, Sylvie (* 1968), deutsche Musikproduzentin und DJ
- Marks, Tobin (* 1944), US-amerikanischer Chemiker
- Marks, Vera (* 1933), deutsche Schönheitskönigin und Schauspielerin
- Marks, Verity (* 2003), britische Schauspielerin
- Marks, William (1778–1858), US-amerikanischer Politiker
- Marks-Rocke, Annemarie (1901–2004), deutsche Schauspielerin, Schauspiellehrerin und Hörspielsprecherin
- Marksa, Marta (* 2002), lettische Hürdenläuferin
- Markscheffel, Günter (1908–1990), deutscher Journalist und Politiker (SPD), MdL
- Markschies, Alexander (* 1969), deutscher Kunsthistoriker
- Markschies, Christoph (* 1962), deutscher protestantischer TheologeChristoph Markschies (* 1962)

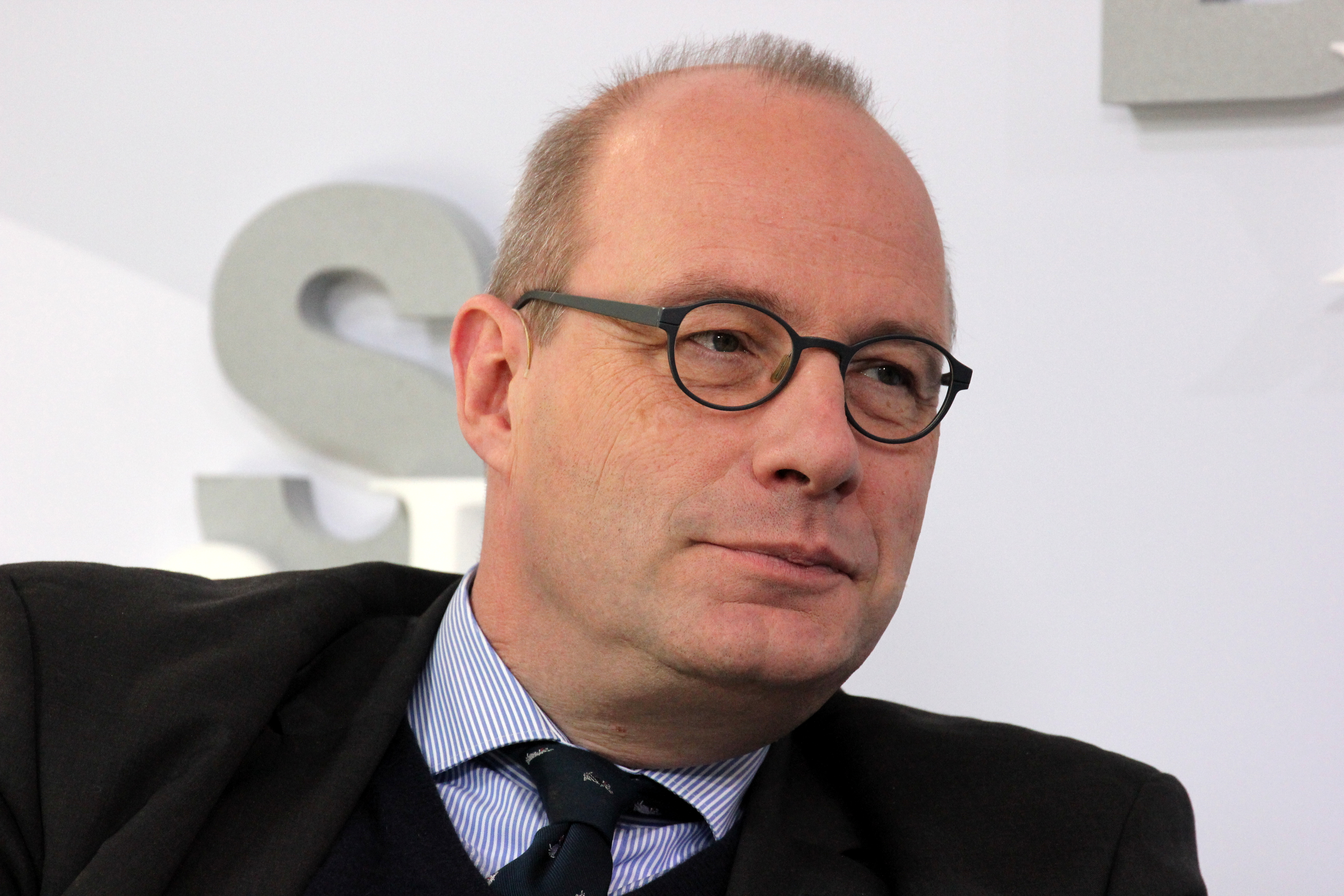
Christoph Markschies (* 1962)

- Markschies, Lothar (1925–2008), deutscher Germanist
- Markschiess van Trix, Julius (1920–2017), deutscher Artistenkenner und Autor
- Markschläger, Rudolf (1890–1982), österreichischer Politiker (CSP), Abgeordneter zum Nationalrat
- Markser, Valentin (* 1952), deutscher Arzt mit Schwerpunkt Sportpsychiatrie
- Marksmann, Kathrin (* 1992), deutsche Volleyballspielerin
- Markson, David (1927–2010), US-amerikanischer Schriftsteller
- Marksová, Michaela (* 1969), tschechische Politikerin
- Markstaller, Klaus (* 1969), deutscher IntensivmedizinerKlaus Markstaller (* 1969)

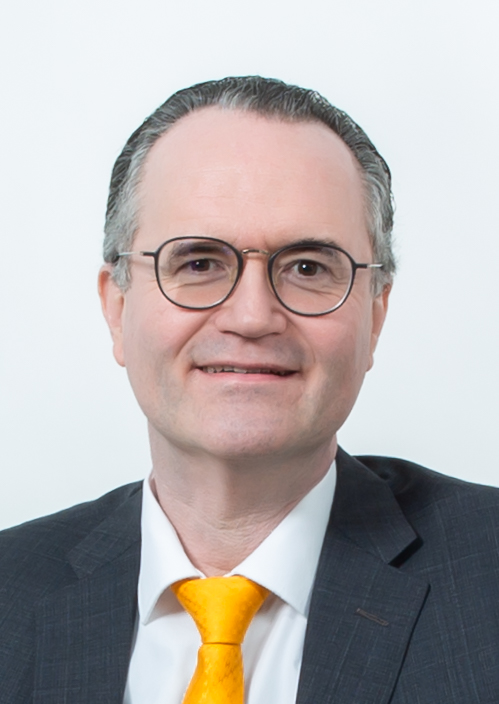
Klaus Markstaller (* 1969)

- Markstedt, Peter (* 1972), schwedischer Fußballspieler und -trainer
- Markstein, Elisabeth (1929–2013), österreichische Slawistin, Übersetzerin und Autorin
- Markstein, Elisabeth (* 1977), deutsche Sängerin, Schauspielerin und Musicaldarstellerin
- Markstein, Heinz (1924–2008), österreichischer Journalist und Schriftsteller
- Marksteiner, Adalbert (1919–1976), rumänisch-ungarischer Fußballspieler und -trainer
- Marksteiner, Thomas (1958–2011), österreichischer Klassischer Archäologe
- Marksten, Didrik (* 1971), norwegischer Skirennläufer
- Markström, Elisebeht (* 1955), schwedische Politikerin (Sveriges socialdemokratiska arbetareparti), Mitglied des Riksdag
- Markström, Jacob (* 1990), schwedischer Eishockeytorwart
- Markström, Robin (* 1990), schwedischer Unihockeyspieler

### Markt
- Markt, Gustav (1881–1977), österreichischer Elektrotechniker und Hochschullehrer
- Markt, Karl (* 1980), österreichischer Mountainbikefahrer
- Marktanner-Turneretscher, Gottlieb (1858–1920), österreichischer Naturwissenschaftler, Museumsbeamter und Fotograf
- Markte, Ludwig von dem († 1391), Titularbischof von Chocaea und Weihbischof in verschiedenen Bistümern
- Markthaler, Lara (* 2007), südafrikanische Skirennläuferin
- Marktl, Klemens (* 1976), österreichischer Schlagzeuger, Bandleader und Komponist
- Marktschläger, Rudolf (1896–1966), österreichischer Sparkassendirektor und Politiker (ÖVP), Abgeordneter zum Nationalrat

### Marku
- Marku, Florian (* 1992), albanischer Boxer und Kickboxer
- Marku, Herald (* 1996), albanischer Fußballspieler
- Marku, Pashke (* 1999), kosovarisch-schweizerische Handballspielerin
- Markulf (490–558), fränkischer Missionar und Abt, Heiliger
- Markulinová, Anna (* 1978), slowakische Ruderin
- Markull, Friedrich Wilhelm (1816–1887), deutscher Organist, Pianist und Komponist
- Markunzow, Alexander (* 1982), russischer Eiskunstläufer
- Markurt, Paul (* 1981), deutscher Drehbuchautor und Producer
- Markurth, Ulrich (* 1956), deutscher Politiker (SPD)
- Markus, Gestalt des Neuen Testaments, erster Bischof von Alexandria und Begründer der Koptischen Kirche sowie Verfasser des Markusevangeliums
- Markus († 156), altkirchlicher Bischof von Jerusalem
- Markus (* 1928), deutscher Karikaturist
- Markus (* 1959), deutscher PopsängerMarkus (* 1959)

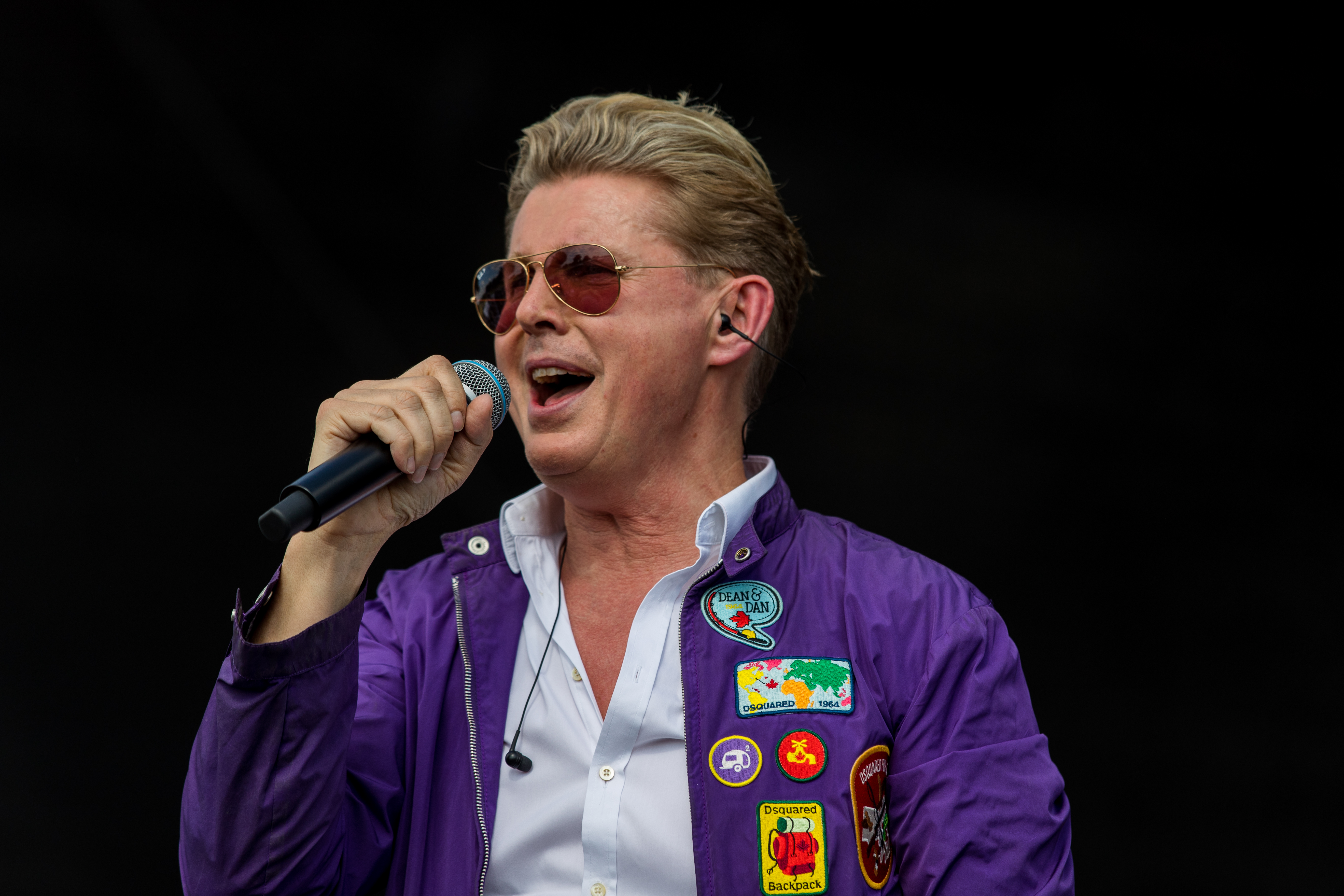
Markus (* 1959)

- Markús Máni Michaelsson Maute (* 1981), isländischer Handballspieler
- Markús Ólafarson (* 2002), isländischer Eishockeyspieler
- Markús Örn Antonsson (* 1943), isländischer Botschafter
- Markus Stephan Crisinus († 1619), kroatischer Heiliger und Priester
- Markus von Arethusa († 362), Missionar und Bischof
- Markus von Baden (1434–1478), badischer Markgraf, Domherr und Chorbischof
- Markus, Alexander R. (* 1962), Schweizer Rechtswissenschaftler
- Markus, Barry (* 1991), niederländischer Bahn- und Straßenradrennfahrer
- Markuš, Benjamin (* 2001), slowenischer Fußballspieler
- Markus, Billy (* 1983), US-amerikanischer Softwareentwickler
- Markus, Christopher, US-amerikanischer Drehbuchautor
- Markus, David (* 1972), deutscher Brigadegeneral des Heeres der Bundeswehr
- Markus, Dirk (* 1971), deutscher Unternehmer
- Markus, Elisabeth (1895–1970), österreichische Schauspielerin und Hörspielsprecherin
- Markus, Femke (* 1996), niederländische Radrennfahrerin
- Markus, Fred (1937–2022), kanadischer Radsportler
- Markus, Gabriel (* 1970), argentinischer Tennisspieler
- Markus, Georg (* 1951), österreichischer Sachbuchautor und ZeitungskolumnistGeorg Markus (* 1951)

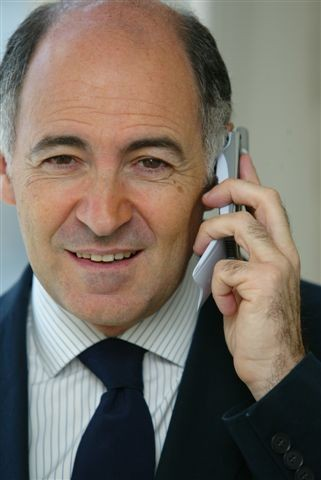
Georg Markus (* 1951)

- Markus, Gerd (* 1943), deutscher Verwaltungsbeamter und Bremer Staatsrat
- Markus, Isobel, deutsche Autorin
- Markus, Karin (1942–2021), deutsche Politikerin (SPD), MdBB
- Markus, Karl, deutscher Konzerttenor
- Markus, Kurt (* 1897), deutscher Lehrer, Heimatforscher, Archiv- und Denkmalpfleger sowie Naturschützer
- Markus, M. Lynne, US-amerikanische Wirtschaftsinformatikerin
- Markus, Manfred (* 1941), deutsch-österreichischer Anglist und Hochschullehrer
- Markus, Mario (* 1944), deutsch-chilenischer Physiker
- Markus, Riejanne (* 1994), niederländische Radrennfahrerin
- Markuš, Robert (* 1983), serbischer Schachspieler
- Markus, Robert Austin (1924–2010), ungarischer Patristiker
- Markus, Ron (* 1974), deutscher Drehbuchautor, Producer und Romanautor
- Markus, Stefan (1884–1957), Schweizer Filmproduzent
- Markus, Tetjana (1921–1943), ukrainisch-jüdische Widerstandskämpferin gegen den Nationalsozialismus
- Markus, Ursula (* 1941), Schweizer Fotografin
- Markus, Willi (1907–1975), deutscher SA- und SS-Führer
- Markus, Winnie (1921–2002), deutsche FilmschauspielerinWinnie Markus (1921–2002)

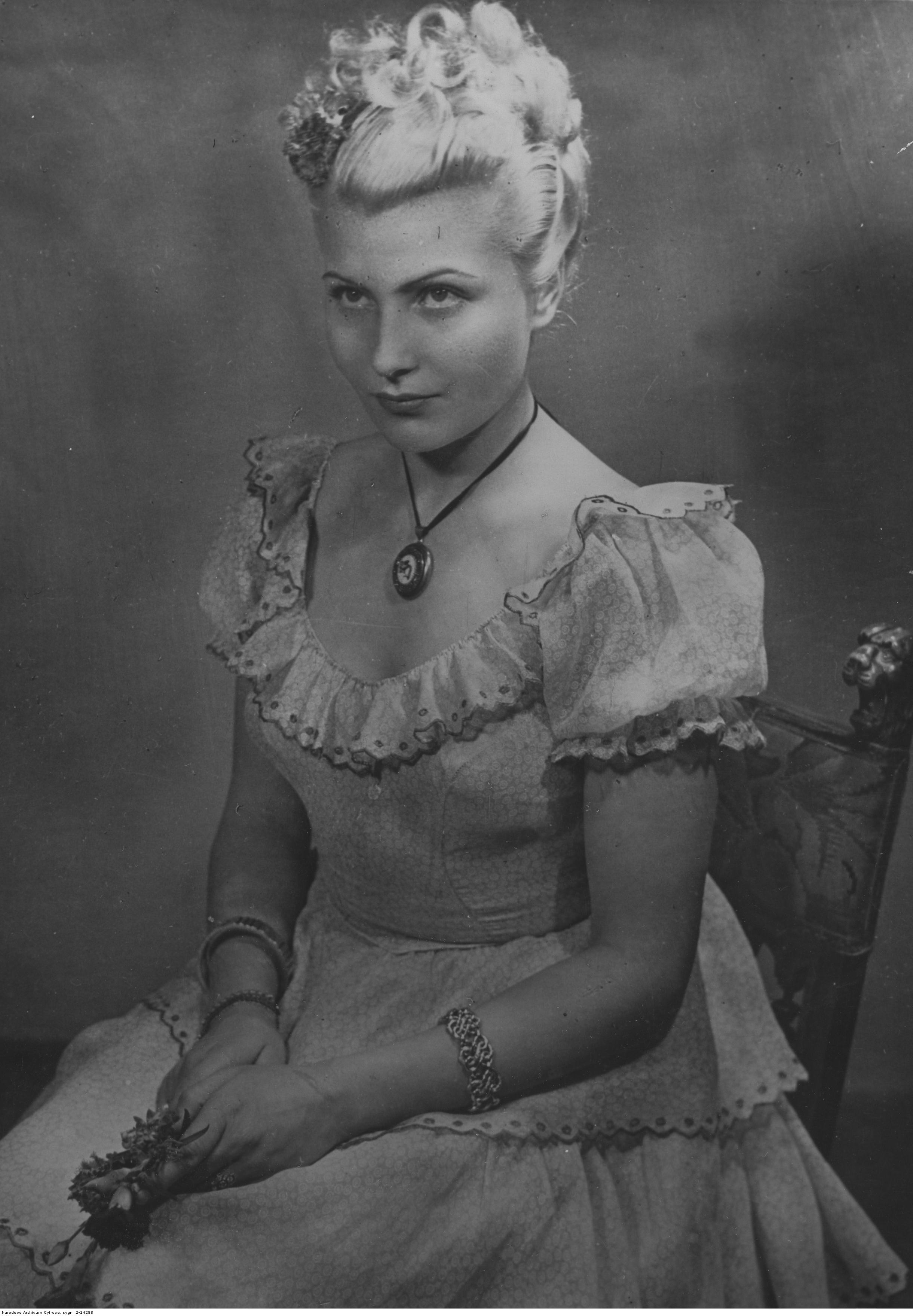
Winnie Markus (1921–2002)

- Markuschewitsch, Alexei Iwanowitsch (1908–1979), sowjetischer Mathematiker und Mathematikhistoriker
- Markuschewska, Halyna (* 1976), ukrainische Handballspielerin
- Markuse, Arlette, deutsche Schauspielerin und Synchronsprecherin
- Markuse, Eric (* 1962), deutscher Journalist und Programmchef von MDR Sputnik
- Markusen, Eric (1946–2007), US-amerikanischer Soziologe
- Markussen, Inga Dóra G. (* 1971), isländisch-grönländische Politikerin (Siumut) und Journalistin
- Markussen, Johan (1906–1994), grönländischer Künstler
- Markussen, Niels (1934–2008), dänischer Segler
- Markussen, Nikolaj (* 1988), dänischer Handballspieler
- Markussen, Rudy (* 1977), dänischer Boxer
- Markusson, Mattias (* 1996), schwedischer Basketballspieler
- Markusson, Thomas (* 1978), schwedischer Jazzmusiker (Kontrabass, Komposition)
- Markuszower, Gidi (* 1977), israelisch-niederländischer Politiker der Partei für die Freiheit (PVV)
- Markut, Karl (* 1954), österreichischer Politiker (SPÖ, TS), Landtagsabgeordneter, verurteilter Straftäter

### Markv
- Markvardt, Ago (* 1969), estnischer Nordischer Kombinierer

### Markw
- Markwald, Gerhard (1925–1990), deutscher Bildhauer
- Markwald, Nicole (* 1974), deutsche Journalistin und ehemalige Leiterin des ARD Hörfunkstudios in Los Angeles
- Markwalder, Christa (* 1975), Schweizer Politikerin (FDP)Christa Markwalder (* 1975)

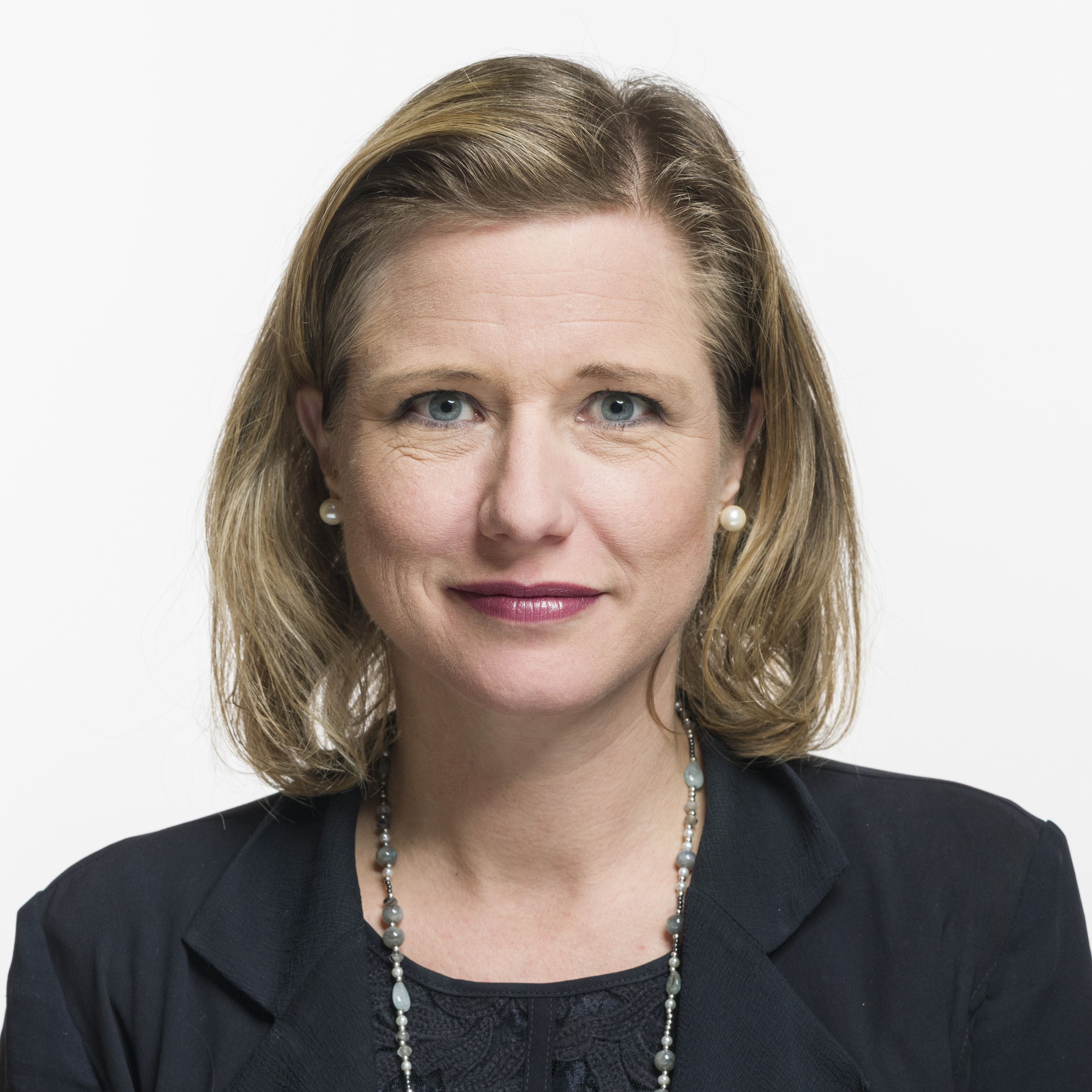
Christa Markwalder (* 1975)

- Markwalder, Hans (1882–1951), Schweizer Bildhauer, Plastiker und Radierer
- Markwalder, Nora (* 1981), Schweizer Juristin und Hochschullehrerin
- Markward († 1168), Abt von Kloster Fulda
- Markward II. von Grumbach († 1171), fränkischer Adliger
- Markward von Annweiler († 1202), Reichstruchsess und Regent des Königreichs Sizilien, Graf der Abruzzen, Markgraf von AnconaMarkward von Annweiler († 1202)

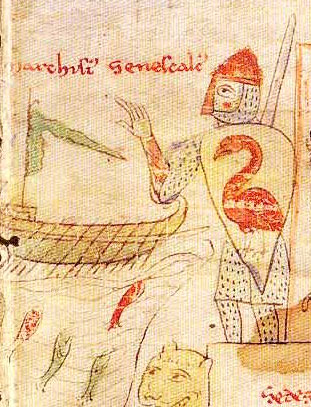
Markward von Annweiler († 1202)

- Markward von Corvey († 1107), Abt von Corvey und Bischof von Osnabrück
- Markward von Hildesheim († 880), Bischof von Hildesheim
- Markward von Jesowe († 1335), Bischof des Bistums Ratzeburg
- Markward von Prüm († 853), Abt von Prüm
- Markwardt, Bruno (1899–1972), deutscher Germanist und Literaturwissenschaftler
- Markwardt, Fritz (1924–2011), deutscher Pharmakologe
- Markwardt, Jürgen (* 1968), deutscher Politiker (parteilos)
- Markwardt, Karen (* 1974), deutsche Reporterin und Moderatorin
- Markwart III., Graf von Eppenstein, Markgraf der Kärntner Mark an der Mur und Graf im Viehbachgau und im Mürztal
- Markwart IV. († 1076), Graf und Herzog von Kärnten
- Markwart VII. von Grünenberg († 1376), Abt des Klosters Einsiedeln
- Markwart, Josef (1864–1930), deutscher Orientalist und Historiker
- Markwart, Karl (1866–1935), deutscher Landwirt und Politiker
- Markwart, Nevin (* 1964), kanadischer Eishockeyspieler
- Markwell, Terry (* 1953), US-amerikanische Schauspielerin
- Markwick, Roger Dennis (* 1949), australischer Historiker
- Markwig, Hannah (* 1980), deutsche Mathematikerin
- Markwitz, Bernhard (1920–2000), deutscher Kaufmann und Erfinder
- Markwitz, Paul (1908–1968), deutscher Filmarchitekt
- Markwordt, August (1832–1900), deutscher Theaterschauspieler und Opernsänger (Tenor)
- Markwordt, Clara (* 1869), deutsche Theaterschauspielerin
- Markwort, Elke (* 1965), deutsche Ruderin
- Markwort, Georg (1820–1878), deutscher Fotograf, Zeichner, Lithograf und Sportlehrer
- Markwort, Helmut (* 1936), deutscher JournalistHelmut Markwort (* 1936)

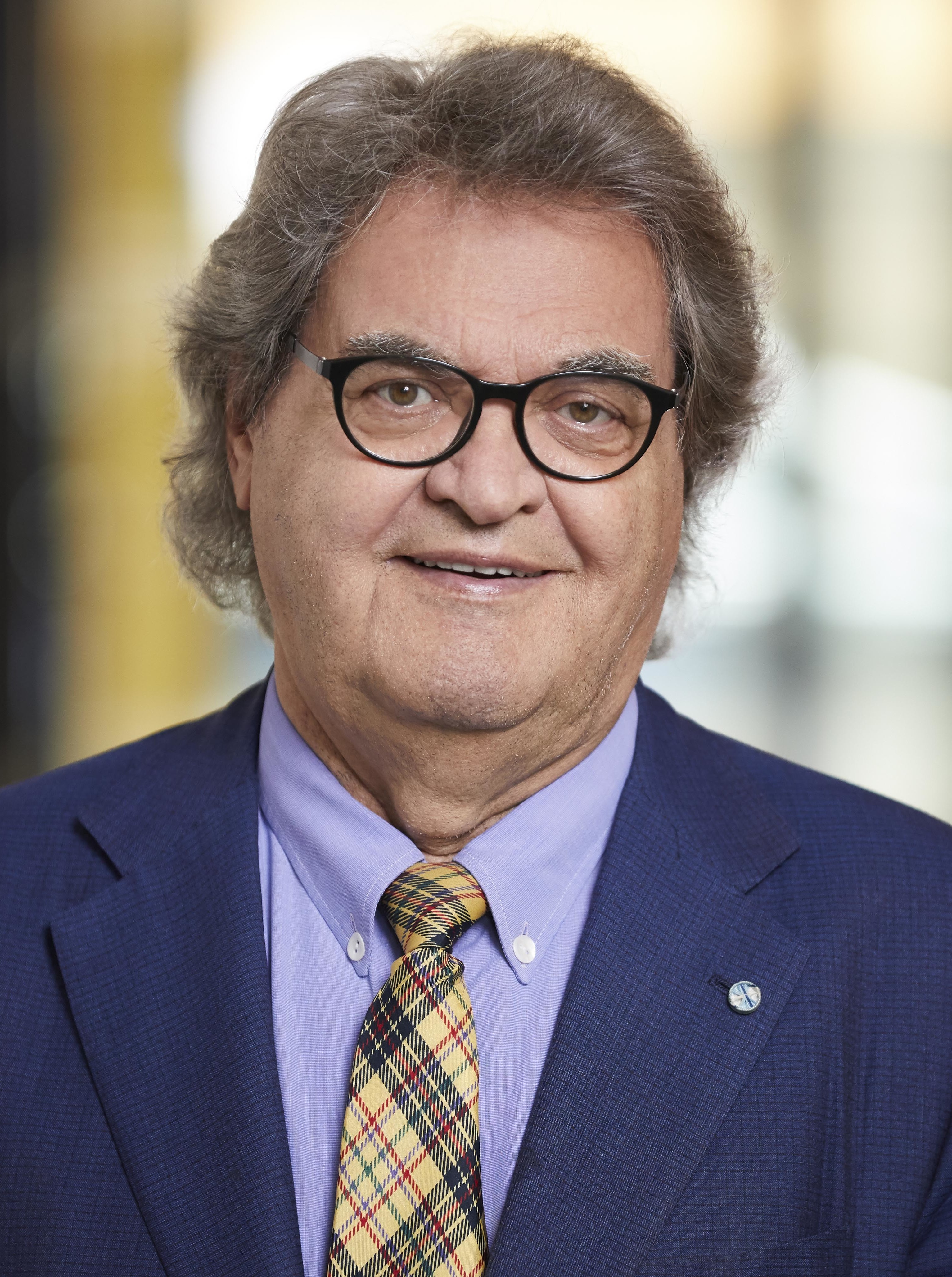
Helmut Markwort (* 1936)

- Markworth, Friedrich (1915–1994), deutscher Offizier, zuletzt Kapitänleutnant der Kriegsmarine

### Marky
- Marky, Alexandru (1919–1969), rumänischer Fußballspieler